# Safàrides
La dinastia safàrida o dels safàrides de l'Iran va governar un imperi centrat en el Sistan, una regió fronterera entre els actuals Afganistan i Iran, entre 861 i 1003. La capital dels safàrides era Zarandj, en l'actual Afganistan.

## Fundació de la dinastia
La dinastia va ser fundada per Yakub ibn al-Layth as-Saffar, un home d'origen modest que va començar foscament la seva vida com a calderer a l'est de l'Iran, d'on el seu qualificatiu de saffâr ("coure"), que va donar el seu nom a la dinastia. Va abandonar la seva ocupació per formar una banda de bandits. El 851/852 l'emir tahírida de Sistan, Salih ibn Nadr, el va promoure a governador de la província de Bust. Amb un exèrcit compost a l'origen de milícies més o menys controlades, majoritàriament sunnites però amb nombrosos kharigites vinguts de Pèrsia, derrotats i perseguits pels governadors omeies, Al servei dels caps ayyar (combatents contra els kharigites) Salih ibn al-Nadr i Dirham ibn Nasr que dominaven a Zarang, la capital del país, aviat va veure l'ocasió, els va suplantar i va agafar el poder i sent reconegut com a emir de Sistan l'abril del 861; Salih ibn al-Nadr va fugir a l'est de la província, a Bust, i va demanar ajut al zunbil, el sobirà local del Zamindawar i Zabulistan; després de diversos combats Yaqub va capturar Salih i el va matar als inicis del 865; el zunbil fou derrotat i va morir en combat a al-Rukhkhadj (que després fou la regió de Kandahar) el mateix any 865. Yaqub va pactar amb els kharagites, als que abans havia combatut, i molts d'ells foren incorporats al seu exèrcit. Estava disposat a combatir als tahírides sobirans nominals del Sistan en nom del califa (des de 854) i sobiran efectius del Khurasan. Va conquerir Gazni (perduda un segle després, el gener del 963, davant el turc Alptigin, origen de la dinastia Gaznèvida), Zabulistan i Gardiz. Després es va expandir cap a Herat que va atacar el 866/867 així com Pushang i va capturar a diversos membres de la tahiriyya (els partidaris dels tahírides o potser alguns parents de l'emir). Les converses pel seu alliberament van portar a Yaqub als seus primers contactes amb el califa abbàssida al-Mútazz (866-869) que li va oferir el govern del Fars i Kirman si era capaç de dominar aquestes regions que des del 865 estaven en mans de Muhàmmad ibn Wassil at-Tamimí que s'havia revoltat i s'havia apoderat de les dues províncies; Yaqub, actuant per compte del califa, va prendre possessió del Kirman on els partidaris de Muhàmmad ibn Wasil se li van unir. Llavors Yaqub va anar a Fars el 868/869 i va deixar un governador a Kirman; va aconseguir dominar gran part del Fars, però finalment Muhàmmad ibn Wasil va derrotar el seu exèrcit i es va haver de retirar (869).

## Expansió
El 870 Yaqub va fer una campanya militar que el va portar (871) a Kabul, Bamiyan i Panjhir, creuant tot el Zabulistan a través de Gazni perseguint al fill de l'antic zunbil; venint de Balkh, Yakub va destrossar els temples budistes de Bamiyan abans de conquerir Kabul i fer-ne fora els Turki-xahis. Des de llavors, aquests territoris, fins aquí consagrats al budisme, es convertiran progressivament al l'islam (els dominats per dinasties musulmanes) o al hinduisme. una segona expedició (872) li va permetre capturar al fill del zunbil a la fortalesa de Nay Laman; la seva sort és desconeguda però probablement fou executat. Yaqub va seguir des d'aquesta fortalesa cap al nord, en direcció a Balkh, que va arrabassar al seu sobirà Dawud ibn Abi Dawud, de la dinastia abu-dawúdida; aquesta campanya li va donar el control temporal de les mines de plata del Panjhir i del Badakhxan, i es van encunyar monedes entre 872 i 875. Aquestes operacions van posar fi a la dinastia dels zunbils que fins aleshores (i durant dos segles) havien aturat la progressió dels àrabs cap a l'est.
Abd-Al·lah as-Sijzí es va revoltar contra Yaqub ibn al-Layth, però fou derrotat i es va haver de refugiar amb el tahírida Muhàmmad ibn Tàhir, que el va nomenar governador dels districtes d'at-Tabasayn i Kuhistan; això va donar excusa a Yaqub per envair el Khorasan. Muhàmmad va enviar una ambaixada per negociar però Yaqub ja havia buscat aliats al Khorasan entre els malcontents i les converses no van reeixir. L'agost del 873 (o encara el 872 segons alguna font) Yaqub va entrar a la capital Nixapur sense lluita i va fer presoner a Muhàmmad ibn Tàhir, que no havia volgut fugir. Després va avançar cap a les costes de la mar Càspia perseguint a l'imam alida zaydita al-Hasan ibn Zayd (864-884). El califa va protestar el 873 per l'ocupació del Khorasan, però sobretot el 874 quan el tahírida Ubayd-Al·lah ibn Abd-Al·lah ibn Tàhir, que havia reunit als pelegrins del nord i est de Pèrsia a Bagdad, va denunciar davant d'ells les accions de Yaqub (fetes sense autorització del califa) i els va lliurar del jurament de fidelitat al califa. Yaqub llavors va parar i va dedicar els dos anys següents a consolidar el seu poder a Kirman i a Fars i Khuzestan: El 875 va marxar a Fars per segona vegada on va derrotar Muhàmmad ibn Wasil i va seguir cap a l'oest al Khuzestan i Ramhurmuz; això posava en perill el Baix Iraq, ja que es podia unir als rebels zandj revoltats contra el califat. Yaqub no obstant no tenia aquesta intenció, ja que va rebutjar les propostes d'aliança d'Alí ibn Muhàmmad, el líder dels zanj, però la presència del seu exèrcit constituïa de fet un suport per la causa zanj. El califa al-Mutamid va proposar a Yaqub escollir entre diversos governs a canvi de parar el seu avanç, però Yaqub va refusar i va penetrar a l'Iraq. Els abbàssides li van presentar batalla i el van poder derrotar decisivament a Dayr al-Akul, a la vora del Tigris, el 8 d'abril del 876. L'exèrcit safàrida es va desbandar i molts presoners van poder fugir incloent Muhàmmad ibn Tàhir; l'amenaça sobre Bagdad es va esvair.

## Regnat d'Amr
A la seva mort d'una malaltia abdominal (9 de juny del 879), quan preparava un altre expedició a Bagdad, Yaqub havia conquerit el Khorasan (posant així un terme a la dinastia regional dels Tahírides) així com parts del nord de l'Índia i de l'oest de l'Iran, arribant gairebé a Bagdad. pels seus governs de Sistan i Khorasan no va reconèixer mai als abbàssides als que considerava usurpadors.
L'imperi safàrida no va sobreviure gaire la mort de Yakub. El seu germà i successor Amr ibn al-Layth fou elevat al poder per l'exèrcit. El seu germà Alí ibn al-Layth, hereu designat per Yaqub, es va revoltar reclamant participar en el poder però fou derrotat. Amr llavors va oferir la seva submissió al califa que la va acceptar i li va retornar les províncies que abans havien governat els tahírides a Pèrsia oriental (Khorasan, Sistan i Kirman), i el Sind, a les que va afegir Fars i Esfahan i la direcció de la shurfa a Bagdad i Samarra (octubre del 879). La Tārīḵ-e Sīstān diu que també se li va donar el govern de Gurgan i Tabaristan però a canvi d'un tribut d'un milió de dírhams a l'any. Amr va aconseguir imposar al seu protegit Ubayd-Al·lah ibn Abd-Al·lah ibn Tàhir com a cap de policia (sahib al-surta) de Bagdad, però contra l'opinió dels seus parents.
El 881/882 va poder ocupar el Fars però al Khorasan s'havia fet amb el poder Àhmad ibn Abd-Al·lah al-Khudjistani i després de mort assassinat per un dels seus guàrdies el 882 el poder va passar a mans de Rafi ibn Hàrthama, antic general tahírida i ara cap del moviment fatimita al Khorasan (que tenia per califa a Muhammab ibn Ziyad) que el 883 va fer aliança amb els samànides de Transoxiana. Del 882/883 hi ha monedes safàrides emeses a Esfahan que indiquen que aquesta ciutat ja estava a les seves mans. Les lluites al Khorasan van esdevenir complexes i un general turc esclau Abu-Talha Mansur s'hi va afegir i les aliances es van fer i desfer diverses vegades, algunes amb suport del deposat Muhàmmad ibn Tàhir o el Califa.
Després del final de la revolta Zandj el 883 el califat ara podia recuperar el terreny perdut. El regent Muwaffik va declarar a Amr fora de la llei el 885; Amr fou derrotat (886) per les forces del califa dirigides per Àhmad ibn Abd al-Aziz ibn Abi Dulaf, quan avançava cap a Bagdad, i va haver d'abandonar Fars; llavors fou destituït dels seus governs cosa que fou poc efectiva, ja que va seguir conservant Kirman, Sistan i Khorasan.
El 885, 886 i 887 els safàrides van atacar Khorasan i van entrar finalment a Nixapur. Rafi ibn Hàrthama i Muhàmmad ibn Ziyad foren capturats i enviats al califa abbàssida, segellant així la reconciliació amb el califat; els governs de Khorasan, Kirman, Sistan i Fars li foren retornats a canvi d'un tribut de deu milions de dírhams. El 890 va trencar altre cop amb el califat i fou privat novament dels seus governs cosa només efectiva al Fars. El 891 el califa va concedir el Khorasan a Rafi ibn Hàrthama i els samànides el van ajudar a ocupar-lo.
El 892 o 893 el nou califa al-Mútadid (892-902) es va reconciliar amb Amr i li va concedir el govern del Sistan (que mai havia perdut) i del Khorasan. El 893 Amr va començar a atacar el Khorasan però no va entrar a Nixapur fins al 896; Rafi ibn Hàrthama va fugir cap al Tabaristan governat pels zaidites. El califa va concedir a Amr el govern de Rayy i nord de Pèrsia i es creu que en aquest moment també s'havien imposat a Oman. Amr va voler estendre el seu poder a Coràsmia el que implicava la guerra contra els samànides.

## Decadència
El 898, a petició pròpia, el califa li va concedir la tawliya de Transoxiana o Mawara al-Nahr, on l'emir samànida Ismaïl I ibn Àhmad (892-907) estava en rebel·lió contra el califa, però quan va intentar exercir els seus drets, el samànida Ismaïl el va derrotar a la riba de l'Oxus prop de Balkh (abril del 901) i el va fer presoner sent enviat al califa abbàssida, que tot i que nominalment era el seu delegat a la zona, no estava descontent de veure al safàrida humiliat. Després d'estar presoner un any fou executat el 20 d'abril del 902. Els samànides van ocupar Khorasan i es van estendre cap a Tabaristan (dels zaidites), Gilan i Daylam (dominades pels djustànides), regions que van saquejar durant dos anys, en els quals van arribar a ocupar Qazwin i Rayy (dominis djustànides).
Els safàrides van quedar llavors confinats a la regió del Sistan, i el seu paper va quedar reduït al de vassalls dels samànides i dels seus successors. L'exèrcit va poder al poder al net d'Amr, Tàhir ibn Muhàmmad ibn Amr que no tenia autoritat més que a Sistan; una expedició a Fars (903) va culminar amb la concessió de la província a Tàhir per part del califa però de fet Fars i Kerman van quedar en mans de Sebukeri, el visir i home fort de Tàhir i comandant turc esclau. Tàhir va tornar a Zarang (904) on ell i el seu germà Abu-Yússuf Yaqub al que havia associat al poder, es va dedicar als plaers i van perdre progressivament la confiança del poble i van començar a sorgir faccions. El 905 Sebukeri va deixar d'enviar les taxes de Fars i Kirman a Sistan. Tàhir va enviar un exèrcit que finalment va retornar sense entrar en combat. El 908 el príncep safàrida al-Layth ibn Alí ibn al-Layth es va presentar a Zarang amb un petit exèrcit i va ocupar part de la ciutat; Tàhir, que en aquell moment era a Bust, va retornar, i junt amb Yaqub van assetjar al rebel; al-Muaddal, germà d'al-Layth fou agafat com a ostatge; Sebukeri va enviar ajuda a Tàhir però no van poder desallotjar a al-Layth. Com que els diners per pagar l'exèrcit s'acabaven els dos germans van optar per alliberar a al-Muaddal i fugir a territori de Sebukeri, però després s'hi van barallar i van decidir combatre'l; la batalla es va lliurar el juny del 909; Sebukeri havia guanyat pel seu costat als comandants de Tàhir, i va aconseguir la victòria, capturant als dos germans que foren enviats al califa i empresonats a Bagdad la resta de la seva vida, tot i que foren ben tractats.
Al-Layth va quedar amo del Sistan (març del 909). Va iniciar el regnat enviant un exèrcit sota comandament del seu germà al-Muaddal per fer valer la seva autoritat al Afganistan, capturant al germà de Sebukeri, Ghalib. Després al-Muaddal va fer campanya a Gazni, i amb reforços rebuts del seu germà va poder imposar la seva autoritat a diverses part de l'Afganistan a final de l'any (a l'est, sobretot al Zabulistan, operaven els partidaris del deposat Tàhir; a Gazni va derrotar el cap local).
El febrer del 910 al-Layth va sortir de Zarang per atacar a Sebukeri. Aquest fou derrotat en una batalla i el fill de l'emir de Sistan va ser alliberat; després es va dirigir a Fars. Sebukeri com que era vassall del califa, va rebre suport dels abbàssides i quan al-Layth es va presentar al Fars va ser derrotat per les forces de Sebukeri i dels abbàssides manades per Munis al-Khadim (agost del 910). Al-Layth va haver de fer un acord de pau per la qual abandonava Fers retornant a Kerman. Sebukeri no obstant va refusar la pau i va atacar els safàrides derrotant-los. Al-Layth i el seu fill foren fets presoners i enviats a Bagdad (al Layth va morir presoner a Raqqa el 928)). Al-Muaddal ibn Alí ibn al-Layth va poder fugir a Kirman per tornar després a Sistan. Muhàmmad ibm Alí ibn al-Layth, un altre germà que havia quedar encarregat del govern a Zarang, es va proclamar emir (setembre) i per consolidar el seu poder va fer empresonar a al-Muaddal quan va tornar.

## Restauració samànida
Els samànides però, van considerar el feu vacant i el van reclamar esperant trencar el poder safàrida. Àhmad va preparar les seves forces a Herat i Muhàmmad va fer el mateix a Zarang. Com que no disposava de diners molts dels soldats eren pagesos sense formació militar. Es van produir xocs menors entre les dues forces (març del 911(fins que finalment Muhàmmad fou derrotat i els soldats van fugir. Els consellers li van assegurar que el millor que podia fer era aconseguir el suport de al-Muaddal; fou alliberat i deixat en el control de Zarang mentre Muhàmmad es traslladava a Bust. Allí es va iniciar una revolta contra les altes taxes dirigida poer Ibrahim b. Yusuf-al'Arif, que es va declarar en favor de l'emir samànida. L'exèrcit safàrida tenia dificultats per a sufocar la revolta fins que Ibrahim va desaparèixer en un combat i finalment Muhàmmad va poder entrar a Bust. Allí va exercir un govern opresiu i va utilitzar tots els mitjans per obtenir diners; Bust cada cop era mes hostil i l'emir samànida es va presentar davant la ciutat que va poder ocupar amb el suport de la població local. Muhàmmad va fugir però fou capturat i retornat a Bust. El samànida Àhmad el va enviar presoner a Bagdad. Mentre un altre exèrcit samànida es va presentar a Zarang (març del 911) que van assetjar, obligant a al-Muaddal a rendir-se (juliol del 911). Sistan va quedar en mans dels samànides. Al-Muaddal fou enviat com a pensionat a Bukharà.
Els partidaris dels safàrides es van revoltar (912) i van proclamar emir a Abu-Hafs Amr ibn Yaqub ibn Muhàmmad ibn Amr, fill de Yaqub, germà de Tàhir ibn Muhàmmad ibn Amr, de només 10 anys. El governador samànida Abu-Sàlih Mansur ibn Ishaq (cosí de l'emir samànida Àhmad II ibn Ismaïl) fou fet presoner. L'home fort de la revolta era Muhàmmad ibn Hurmuz, un antic kharigita i soldat al servei dels samànides que va obtenir el suport dels ayyarun (els combatents contra els kharagites) empresonats, singularment Abu-Sàlih Mansur. Una vegada els samànides foren expulsats, Muhàmmad ibn Hurmuz, que era conegut com a Mawla Sansali, es va fer proclamar emir, incloent el seu nom a la khutba i encunyant moneda; els partidaris dels safàrides dirigits per Muhàmmad ibn Abbàs Kulaki i Ibn al-Haffar van reaccionar ocupant el palau reial i reproclamant emir a Amr el 2 de maig del 912. Muhàmmad ibn Hurmuz va morir en la lluita quan intentava recuperar el poder.
Amr i Ibn al-Haffar es van haver d'enfrontar aviat a una segona invasió samànida ordenada per Àhmad ibn Ismaïl amb un exèrcit dirigit per Hussayn ibn Alí Marv al-Rudi i un altre sota els generals Abu-Bakr Muhàmmad ibn Muzaffar Mutadji i Simdjur al-Dawati; els exèrcits samànides va arribar a Zarang la rodalia de la qual va ocupar però no va poder entrar a la ciutat mateixa. Al acostar-se els samànides, el governador presoner fou alliberat i els caps ayyars executats. El setge es va allargar 9 mesos fins al 24 de maig del 913 en què els assetjats es van rendir. Els darrers opositors foren derrotats el juliol del 913. Abu-Sàlih Mansur fou alliberat i els defensors van rebre garanties de poder sortir de la ciutat sans i estalvis però Amr, Ibn al-Haffar i els líders ayyars foren enviats presoners a Herat i després a Bukharà. Simjur-i-Dawati fou nomenat governador samànida. Amr va ser enviat després a Samarcanda mentre els ayyars foren executats; de Samarcanda, Amr fou enviat a Burkara a un exili honorable i després enviat a Bagdad on fou acollit pels abbàssides; més tard fou cridat a Sistan quan es va restablir el poder safàrida i va rebre tots els honors (però no el poder). El general Simjur al-Dawati fou designat governador.

## Restabliment de la dinastia
L'arribada al tron samànida a Bukharà d'un menor, Nasr II ibn Àhmad (914-943) va fer entrar la dinastia en un temps de certa decadència i el governador del califa a Fars i Kirman va reimposar l'autoritat califal al Sistan però el poder llavors va passar a mans dels caps militars locals i dels ayyars o vigilants (encarregats de lluitar contra els kharigites). En la confusió els ayyars de Zarandj, la capital, es van revoltar l'abril/maig del 923 contra el impopular governador samànida Abdallah ibn Àhmad (que havia apujat les taxes) i van restablir la dinastia proclamant emir a Abu-Jàfar Àhmad ibn Muhàmmad (el seu pare era un parent llunyà de Yaqub al-Layth as-Saffar; el seu rebesavi era germà del besavi de Yaqub. Muhàmmad (el pare de l'emir) havia estat casat amb una neta (de nom Banu) d'Amr ibn al-Layth. Els caps de la revolta eren ayyars, que havien lluitat contra els kharigites. El intent d'Aziz ibn Abdallah, el fill del governador, de mantenir el control, fou frustrat i el domini del nou emir es va estendre fora de Zaranj. El subgovernador a al-Rukhkhaj es va passar al nou emir i Bust, on Abd-Al·lah ibn Àhmad, el governador que havia tingut el poder entre octubre del 922 i maig del 923, s'havia retirat i s'havia fet fort, també li va acabar donant suport després que finalment el governador Abdallah fou derrotat en una batalla i obligat a fugir al Khorasan (província del Califat), sent capturat en la fugida i portat a Zarang l'octubre del 923. Abdallah quedava neutralitzat però el seu fill Aziz romania actiu en l'oposició. Alguns partidaris del nou emir van tornar a canviar de bàndol i per dues vegades l'emir va haver d'anar a Bust a sotmetre els rebels. Finalment Aziz va ser derrotat per un exèrcit safàrida a finals del 925 i va fugir a Khurasan.
Abu-Jàfar Àhmad va intentar aleshores estendre els seus dominis a costa dels abbàssides que estava en plena descomposició. Va enviar un exèrcit a Kirman, província que reclamaba, dirigit pel seu esclau Muhàmmad ibn Yakub al-Razdani, el qual va recaptar taxes allí; l'autoritat a Kirman fou efímera i després els abbàssides la van poder conservar fins al 932 quan van agafar el control els Ilyàsides. Abu-Hafs Amr ibn Yakub ibn Muhàmmad, l'antic emir (911-913) va retornar al país des de Bagdad on estava exiliat, potser enviat pel califa per crear discòrdia dins del Sistan, però Abu-Hafs Amr va tenir una bona rebuda i se'l va omplir d'honors i no va representar cap problema.
Abu-Jàfar Àhmad va seguir enfrontat a Bust. El 931 s'hi van revoltar un grup de turcs dirigits per Karategin al-Isfidjabi amb el suport de dos líders locals, Ba Yazid Banaki i Ba Zakariya Zayduy. Es va dirigir a la ciutat personalmente el 931 per liquidar definitivament la revolta; El 930 un complot per enderrocar a l'emir samànida Nasr b. Àhmad i substituir-lo per un germà, va fracassar; els implicats en el complot fracassar van fugir i es van refugiar (932) a Bust amb les seves forces; van atacar al governador safàrida a la ciutat i Abu-Jàfar Àhmad va haver d'anar a la ciutat amb un exèrcit que va derrotar els rebels arribats. Com que Abu-Jàfar Àhmad sempre estava ocupat fora de Zarang, els afers en aquesta ciutat foren confiats a tres fills d'un tal Tàhir ibn Asnam. Després dels fets del 932 a Bust, Sistan i les províncies properes van gaudir d'uns anys de relativa tranquil·litat; fins i tot es van reprendre bones relacions amb els samànides. La cort de Sistan va esdevenir un centre de cultura de primera magnitud.
Al cap d'un temps diverses faccions van començar de nou els enfrontaments; l'emir va haver d'enviar un exèrcit per combatre les faccions. Des de vers 950 l'agitació fou constant. Mentre els tres fills de Tàhir b. Asnam que sovint governaven en nom de l'emir en les seves absències de Zarang, van perdre el favor d'Abu Jàfar Àhmad i foren empresonats sent nomenat al seu lloc el comandant de l'exèrcit Abu-l-Fat·h, que va agafar moltes de les funcions del govern i va reprimir la lluita de faccions a Uq (952/953). Al cap d'un temps es va declarar en rebel·lió a Jarvardkān i Baskar, en favor del safàrida, Abu-l-Abbàs ibn Tàhir, fill de l'antic emir Tàhir ibn Muhàmmad ibn Amr (900-09) que tenia molts partidari, ja que, com a besnet d'Amr ibn al-Layth, podia reclamar drets derivats de la dinastia original mentre que Abu-Jàfar només tenia descendència per línia materna; ambdós van obtenir molt de suport fora de Zaranj; el rebel Abu-l-Fat·h i el pretendent Abu-l-Abbàs es van dirigir a Zarang i Abu-Jàfar els va sortir a l'encontre; havia rebut reforços dels turcs de Bust i el general Radzani va derrotar el rebels; Abu-l-Fat·h va fugir a Nisahpur (on va morir l'estiu del 963).
Abu-l-Abbàs va poder fugir i es va aliar amb el ghulam turc de l'emir, el general Radzani, i van tramar un complot amb suport de la guàrdia d'esclaus de l'emir; junts van matar a Abu-Jàfar Àhmad durant una festa amb molta beguda el març del 963. El tresor fou saquejat. El fill i hereu de l'emir, Abu-Àhmad Khàlaf, va poder sortir de la capital la nit de l'assassinat i es va dirigir a Bust on va obtenir el suport del governador; un exèrcit turc es va dirigir a Zarang. Abu-l-Abbàs va fugir i Khàlaf va entrar a Zarang abans de dos mesos de l'enderrocament del seu pare. Va designar co-regent a Abu-l-Hussayn Tàhir ibn Muhàmmad (un descendent safàrida per línea materna, antic governador de Farah). Un any després hi va haver disturbis a Zarang dirigits pels ayyars, que foren sufocats. Khàlaf llavors va anar a fer el pelegrinatge a la Meca deixant a Abu-l-Hussayn Tàhir al front del govern. Va estar fora un any i va tornar el 965. En la tornada va ser rebut en audiencia pel sultà buwàyhida Muïzz-ad-Dawla i pel califa al-Mutí, a Bagdad, sent confirmat com a governant de Sistan i rebent un khilat consistent en robes d'honor i estendard; després es va dirigir als samànides buscant el seu suport per si Abu-l-Hussayn Tàhir no li volia retornar el poder. Va tornar a Sistan amb un exèrcit samànida forçant a seu co-regent a entregar el poder. Però quan l'exèrcit es va retirar, Abu-l-Hussayn Tàhir va tornar i va intentar recuperar el poder. Khàlaf va demanar altre cop ajut als samànides, però el conflicte es va cabar per la mort d'Abu'l Hussayn Tàhir el 970; el seu fill Hussayn ibn Tàhir va declarar la seva lleialtat a Khàlaf i als samànides i va abandonar Sistan per un temps. Al cap d'un any va retornar i va presentar la reclamació al poder i va aconseguir el control de Zarang (principis del 971); atacat per Khàlaf, Huseyn va sortir de Zarang per anar al seu encontre i en la batalla que va seguir Khàlaf va aconseguir la victòria; molts oficials de Hussayn van morir; Khàlaf va entrar a Zarang l'abril del 971 i va començar a eliminar als seguidors de Hussayn a la ciutat; molts van fugir al Khorasan. L'any següent Hussayn va tornar amb un exèrcit que incloia elefants, i va derrotar a Khàlaf, recuperant Zarang. Khàlaf no havia enviat el tribut degut als samànides i aquests van donar suport a Hussayn; aquest va evacuar Zarang per anar a Bukhara a demanar ajut a l'emir samànida mentre Khàlaf buscava el suport dels buwàyhides i va llegir la khutba en nom de Àdud-ad-Dawla, almenys un temps, segurament esperant rebre ajut militar (que mai va arribar). Un exèrcit samànida va anar a donar suport a Hussayn; Khàlaf els va fer front pero fou derrotat l'agost del 979. Hussayn i els samànides van assetjar Zarang, evacuada per Khàlaf després de la batalla; el setge va durar tres anys; els assetjats van fer algunes sortides sense èxit; els enfrontaments mai foren decisius; l'emir samànida va enviar a un membre de la família simjúrida, Abu-l-Hassan Muhàmmad as-Simjuri, per posar fi a la situació. Una treva fou pactada entre les dues parts el 983 per la qual Hussayn rebia Zarang i gran part de Sistan; va entrar a la ciutat i va llegir la khutba en nom de l'emir samànida; Khàlaf es va establir a la fortalesa de Taq, no lluny de la capital i administraria una part dels ingresos del país i de la capital. Però quan Abu-l-Hassan i els samànides van abandonar Sistan, Khàlaf va trencar la treva i va intentar recuperar Sistan. Hussayn es va fer fort a la ciutadella però es va trobar que les reserves havien estat consumides pels partidaris de Khàlaf durant el setge de 3 anys i que per tant no podria resistir gaire; va decidir demanar ajut als gaznèvides i Sebuktigin va anar a Sistan però Khàlaf el va saber subornar per que l'ajudés a ell i no al seu rival. Huseyn ja no tenia més opció que rendir-se i va demanar la pau; es va fer un acord el 25 de desembre del 983 i per celebrar la pau es van fer nombroses festes. Hussayn va morir poc temps després.
Khàlaf fou aleshores emir únic durant vint anys. La cort va tornar a ser centre de cultura. Quan el califa at-Taï fou deposat el 991 pel buwàyhida Bahà-ad-Dawla, Khàlaf va reconèixer al nou califa al-Qàdir (en canvi els samànides i gaznèvides continaven reconeixen a at-Taï). Probablement fou al-Qadir qui li va donar el lakab de Walí-d-Dawla. Khàlaf va fer una campanya per recuperar Bust i Zamindawar que s'havien perdut durant la guerra civil i els turcs locals s'havien fet de facto independents fins a la conquesta gaznèvida del 978. El 986 va poder recuperar Bust mentre Sebuktigin estava ocupat contra els hinduxàhides, però al seu retorn de la campanya Khàlaf va haver de retornar Bust i les taxes que hi havia cobrat en el temps que l'havia ocupat.
Després d'això les relaxions amb els gaznèvides foren bones. Khàlaf va ajudar a Sebuktigin en una campanya al Khorasan (província del Califat) (en favor dels samànides) en la qual també va participar l'emir farighunida de Guzgan. Mort Sebuktegin, a Gazni va esclatar la guerra civil entre dos germans (Mahmud i Ismaïl) i Khàlaf va aprofitar per apoderar-se de antics territoris i va enviar al seu quart fill Tàhir a ocupar Kuhistan i Badghis (998), és a dir la província de Fushanj que havia quedat sense defensa, ja que el governador Bughrajuq havia marxat, cridat per Mahmud, a ajudar en la lluita d'aquest contra el seu germà Ismaïl. Tàhir va ocupar Fushanj però una vegada acabada la lluita entre els dos germans gaznèvides, Mahmud va enviar a Bushrajuq amb un contingent militar per recuperar la província. Tàhir fou derrotat a Badghis i va haver de fugir però Bushrajuq, eufòric per la victòria, va beure mes del compte i mentre estava borratxo va anar en persecució del fugitiu. Tàhir el va veure venir i es va adonar de que no estava en condicions, li va plantar cara i el va matar. Mahmud al saber-ho, va decidir castigar a Khàlaf i el desembre del 999 va marxar de Gazni cap al Sistan amb un exèrcit considerable. Khàlaf va sortir de Zarang i es va fer fort al castell d'Ishpabud on fou assetjat. Khàlaf va haver de demanar la pau que se li va concedir pagant una indemnització de cent mil dirhams, posant el nom de Mahmud a les seves monedes i llegint el nom del gaznèvida en la khutba.
Khàlaf va tenir diversos fills; els dos grans, Abu-Nasr i Abu-l-Fadl, van morir de causes naturals; el tercer, Amr, va viure molts anys a la cort samànida a Bukharà fins que el 988 fou retornat al Sistan sent molt ben rebut pel pare; el 992 fou enviat a conquerir Kirman però fou derrotat el març del 992 prop de Sirjan; Khàlaf furiós contra el seu fill pel fracàs el va fer empresonar (i va morir presoner al cap de poc temps, sens dubte executat); perr mobilitzar a la gent per una campanya al Kirman, Khàlaf va fingir fer les paus amb el governant de la regió, al que va enviar al respectat cadi Abu-Yússuf, per establir els termes d'un acord, però en secret va preparar la mort del cadi de manera que seria imputada al governant de Kirman; així va passar i el poble de Sistan, enfurismat per la mort del seu cadi, va reclamar la guerra; Khàlaf hi enviara al seu fill Tàhir ue no tindrà més èxit que Amr i va haver de tornar derrotat del kirman. El quart fill, Tàhir, a part de la seva activitat a la província de Fushanj ja esmentada, i de la invasió també esmentada de la província buwàyhida de Kirman vers l'any 1000, també es va barrallar amb el seu pare (1002) no sabem si pel fracàs a Kirman; Khàlaf va intentar derrotar-lo en el camp de batalla però no se’n va sortir i va decidir recórrer a una argúcia: li va escriure una carta amb elogis i penediments i el va convidar a anar a prendre possessió del tresor, ja que estaven arribant els seus darrers dies de vida; sense sospitar res, Tàhir hi va anar i el pare el va sortir a rebre’l i llavors un centenar de soldats amagats es van precipitar sobre ell i el van agafar, el van portar a la fortalesa i allí fou executat al cap de pocs dies. Khàlaf es quedava sense hereus i el seu govern era cada cop més impopular.

## Conquesta gaznèvida
Tàhir devia gaudir de simpaties a l'exèrcit i entre la noblesa, que no van encaixar be l'assassinat. Tàhir ibn Yazid, comandant de l'exèrcit i altres oficials van convidar a Mahmud de Gazni a anar al país per governar-lo. Mahmud va acceptar i va marxar a Sistan el novembre del 1002. Khàlaf es va retirar a l'impregnable fortalesa de Taq (anomenat Madmatu’l-Adhra, el Fort Verge) que comptava amb set fortificacions i estava rodejat d'una rassa fonda i ample. Mahmud va iniciar el setge i va ordenar omplir la rassa amb tota mena d'objectes i pedres; els assetjants van poder creuar la rassa sota una pluja de pedres i projectils i van atacar les portes del fort que van caure sota la carrega dels elefants; els assaltants es van escampar per les fortificacions exteriors mentre els defensors disputaven el terreny pam a pam. Quant Khàlaf va veure els elefants de Mahmud aplanant als seus homes sota les seves potes va oferir la submissió i la rendició del fort. Khàlaf fou portat presoner davant Mahmud; es va tirar als seus peus i li va oferir costoses perles i pedres precioses. Mahmud li va perdonar la vida i li va permetre conservar les seves riqueses i el va enviar a l'exili a Juzjan o Guzgan (a petició del mateix Khàlaf). Sistan fou annexionat al domini de Gazni i en fou nomenat governador Hajib Qinji.
Després d'això Mahmud va retornar a Gazni, però només uns mesos després, probablement a la primavera del 1003, va esclatar al Sistan una revolta que es va estendre ràpidament i va agafar molta força. Mahmud va haver de tornar a la zona; va sortir de Gazni el setembre del 1003 amb un exèrcit, acompanyat del seu germà Nasr ibn Sebuktikin i dels generals Altuntaix i Abu-Abd-Al·lah Muhàmmad at-Taí. Els rebels es van fer forts a la fortalesa d'Uk o Uq (Ark) que Mahmud va atacar. El divendres 15 d'octubre del 1003, els rebels van fer una sortida i després d'un combat indecís es van retirar altre cop a la fortalesa. El sultà va ordenar escalar la fortalesa de nit i finalment la va poder prendre abans que se’n adonessin. La guarnició va entrar en pànic i van fugir en totes direccions; molts foren capturats i milers foren executats. Mahmud va nomenar governador de Gazni al seu germà Nasr i va retornar a Gazni. Sistan va quedar definitivament en mans dels gaznèvides

## Dinastia dels safàrides (fins a la conquesta gaznèvida)
- Yaqub ibn al-Layth as-Saffar (867-879)
- Amr I ibn al-Layth (879-901)
- Tàhir I ibn Muhàmmad ibn Amr (901-908)
- al-Layth ibn Alí (908-910)
- Muhàmmad I ibn Alí (910-912)
- Amr ibn Yaqub ibn Muhàmmad ibn Amr (912-913)
- Àhmad ibn Muhàmmad ibn Khàlaf (922-963)
- Khàlaf ibn Àhmad (963-1003)
- Hussayn ibn Tàhir, reconegut 983 (va dominar en altres moments)

## Atlas de mapes històrics

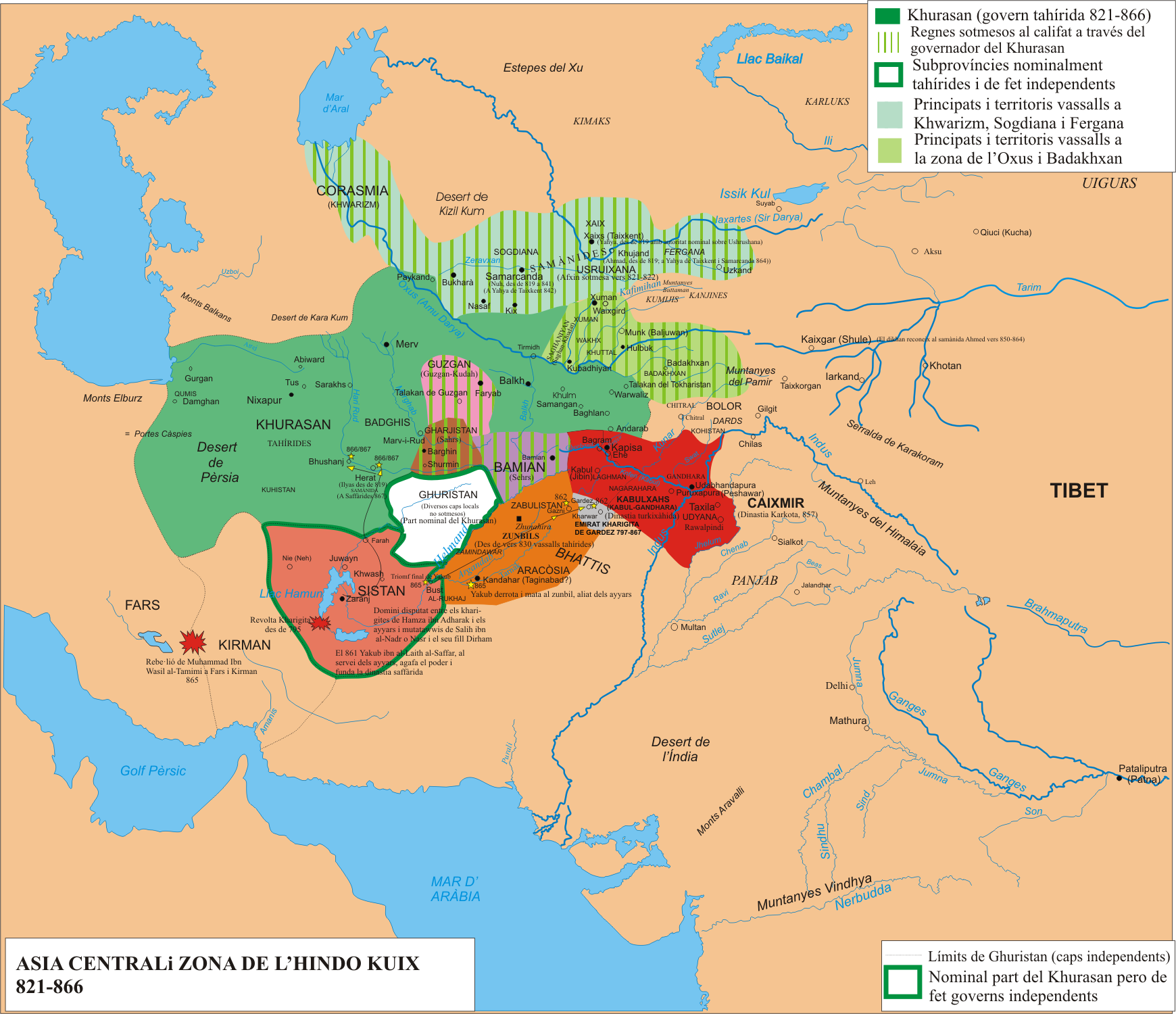
821 a 866
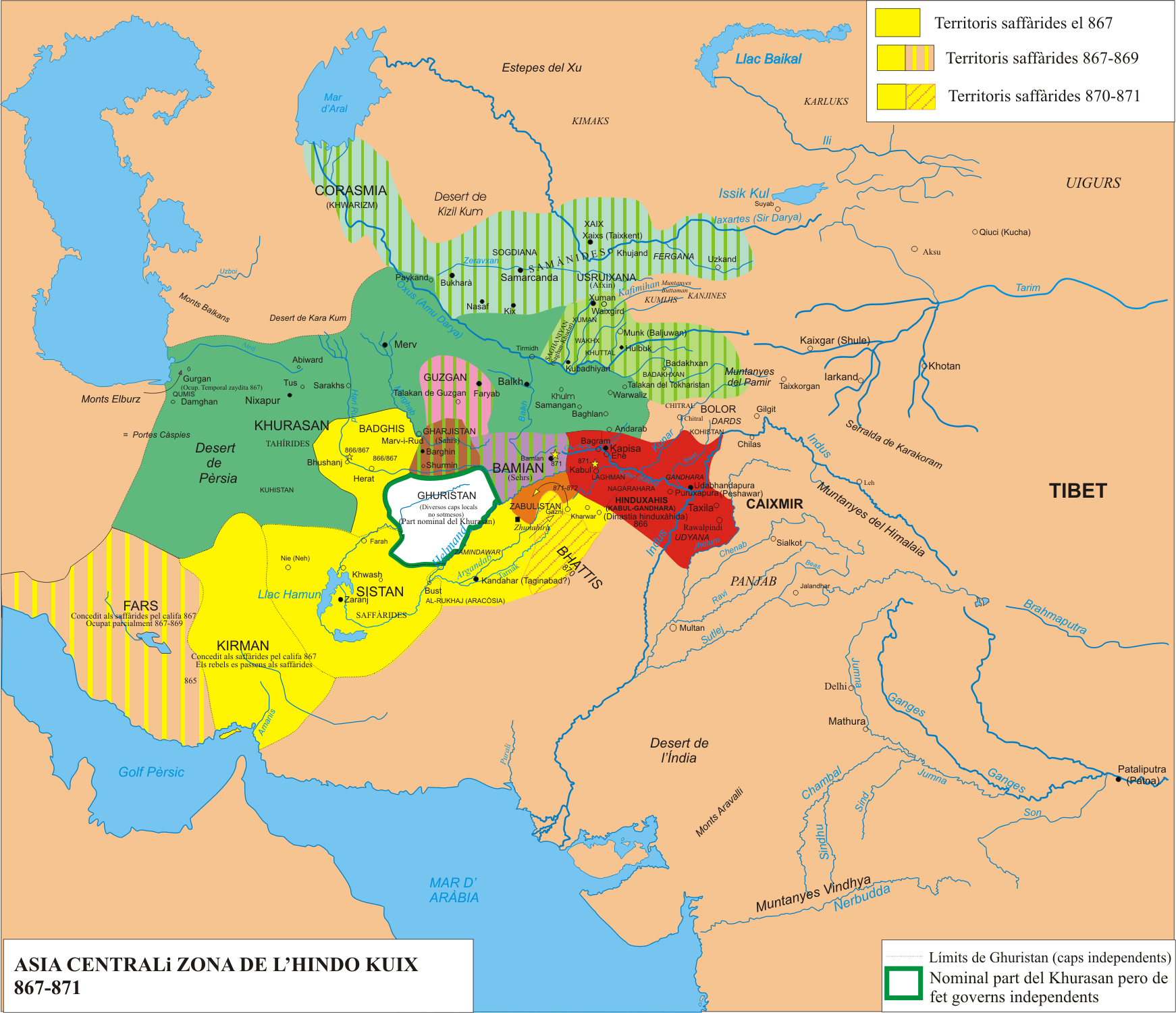
867 a 871
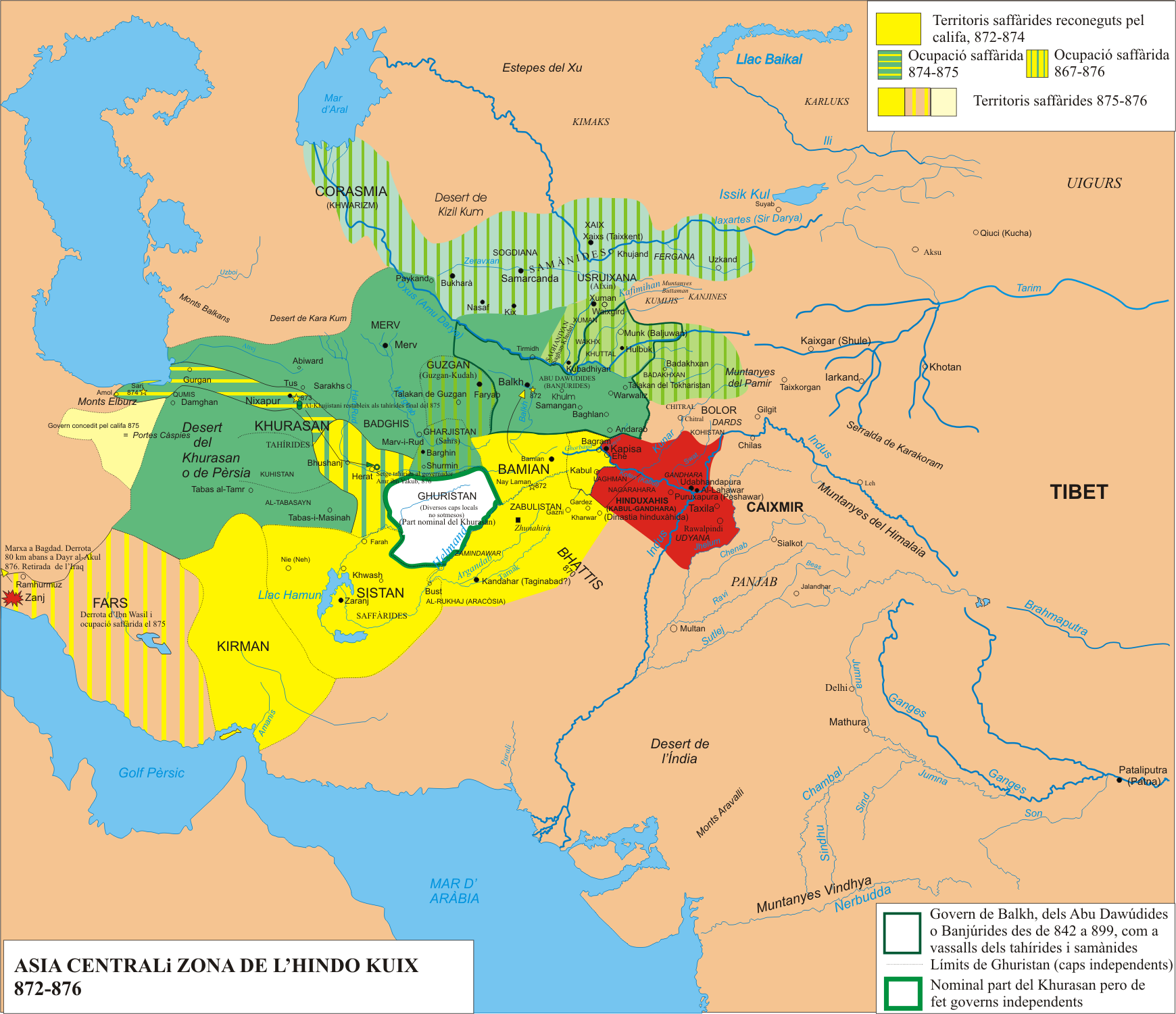
872 a 876
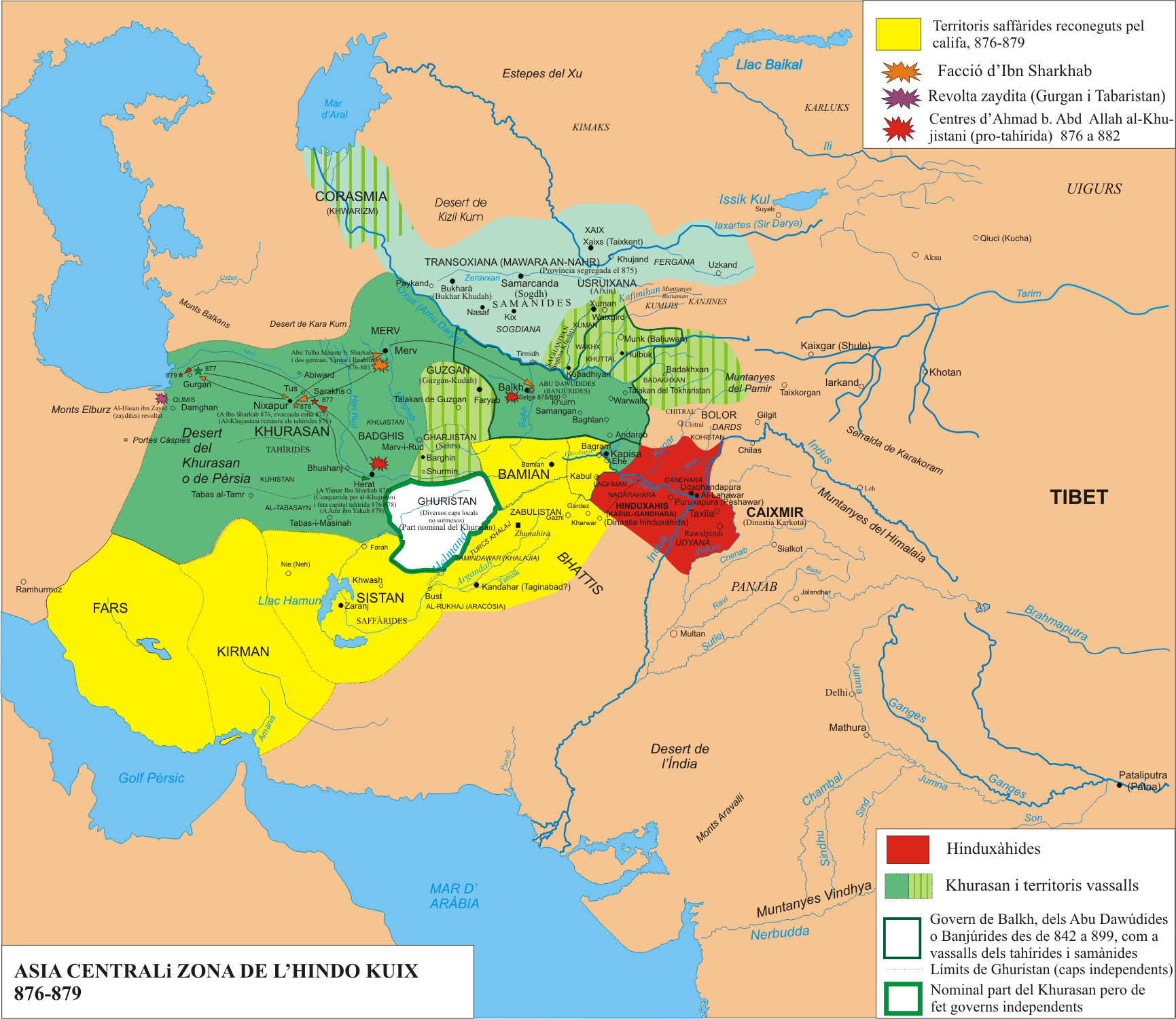
876 a 879
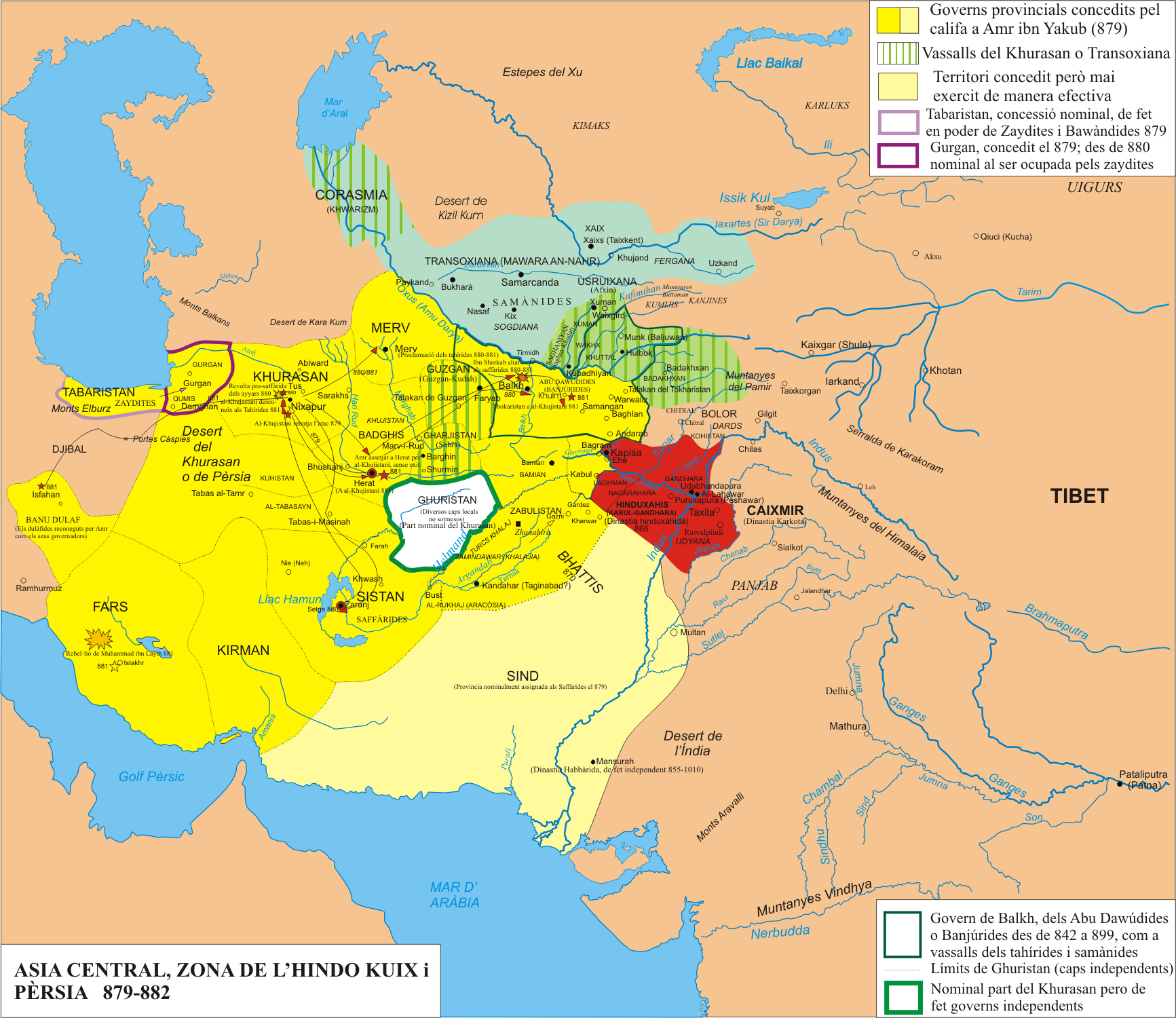
879 a 882
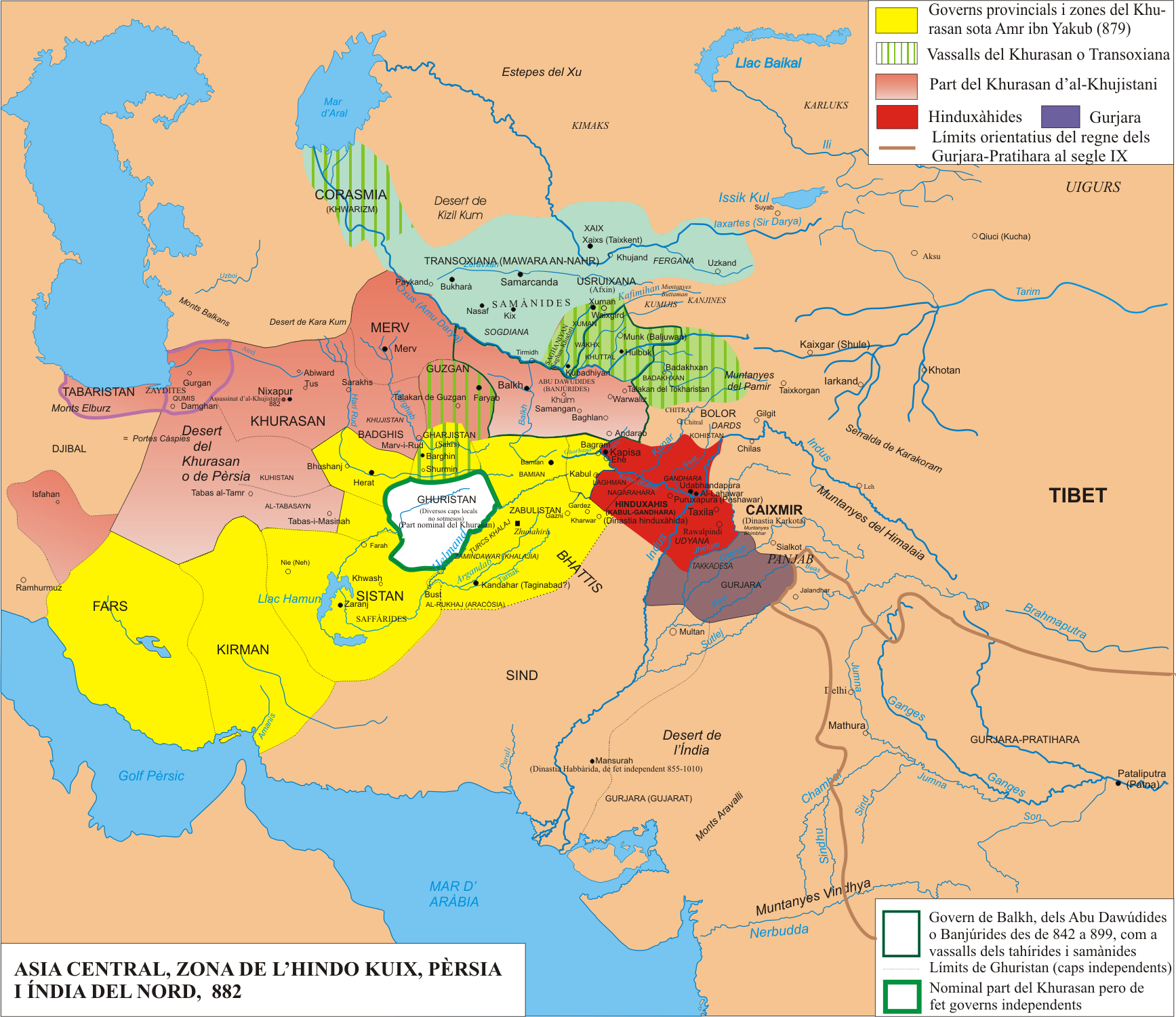
882
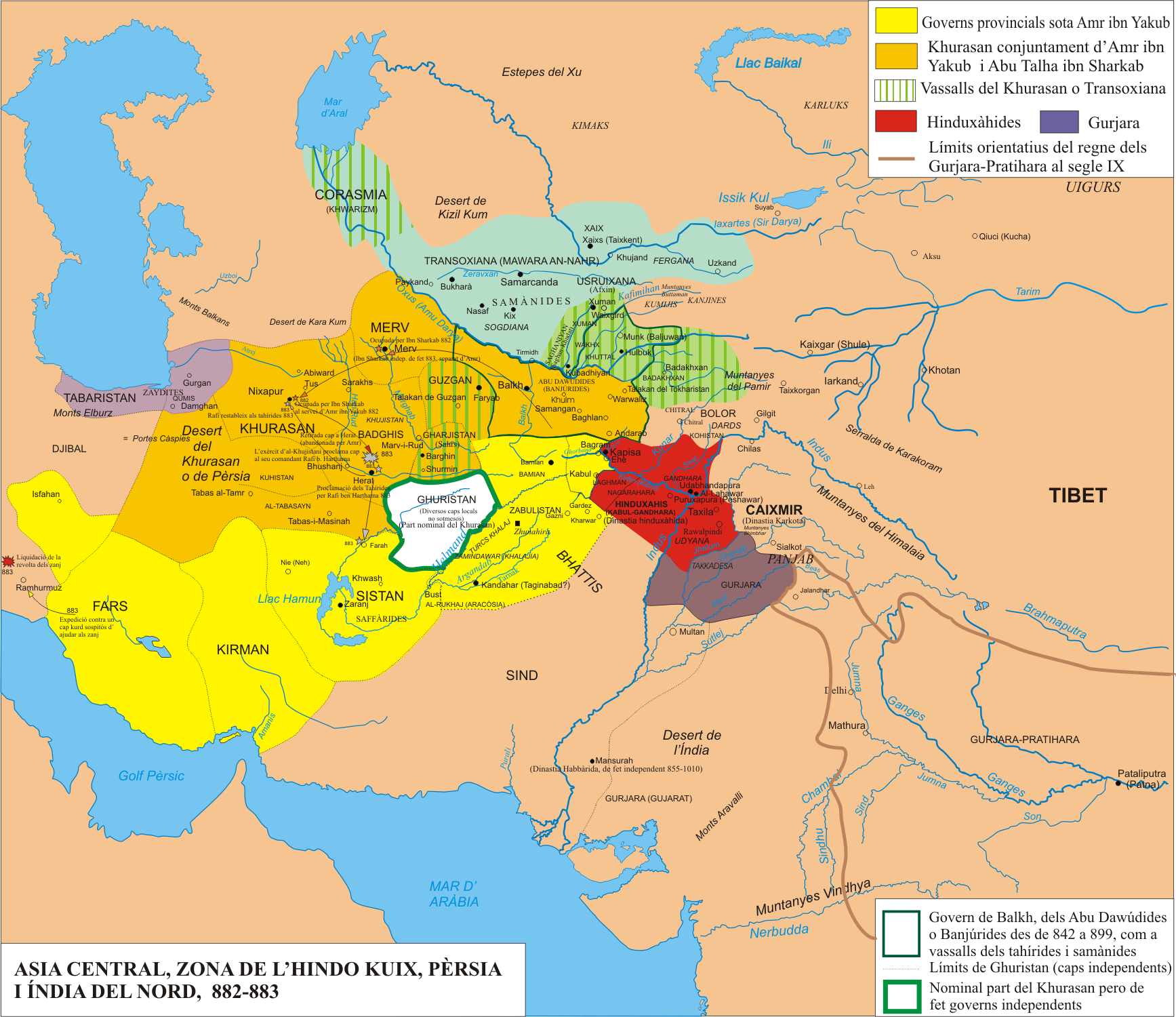
882-883
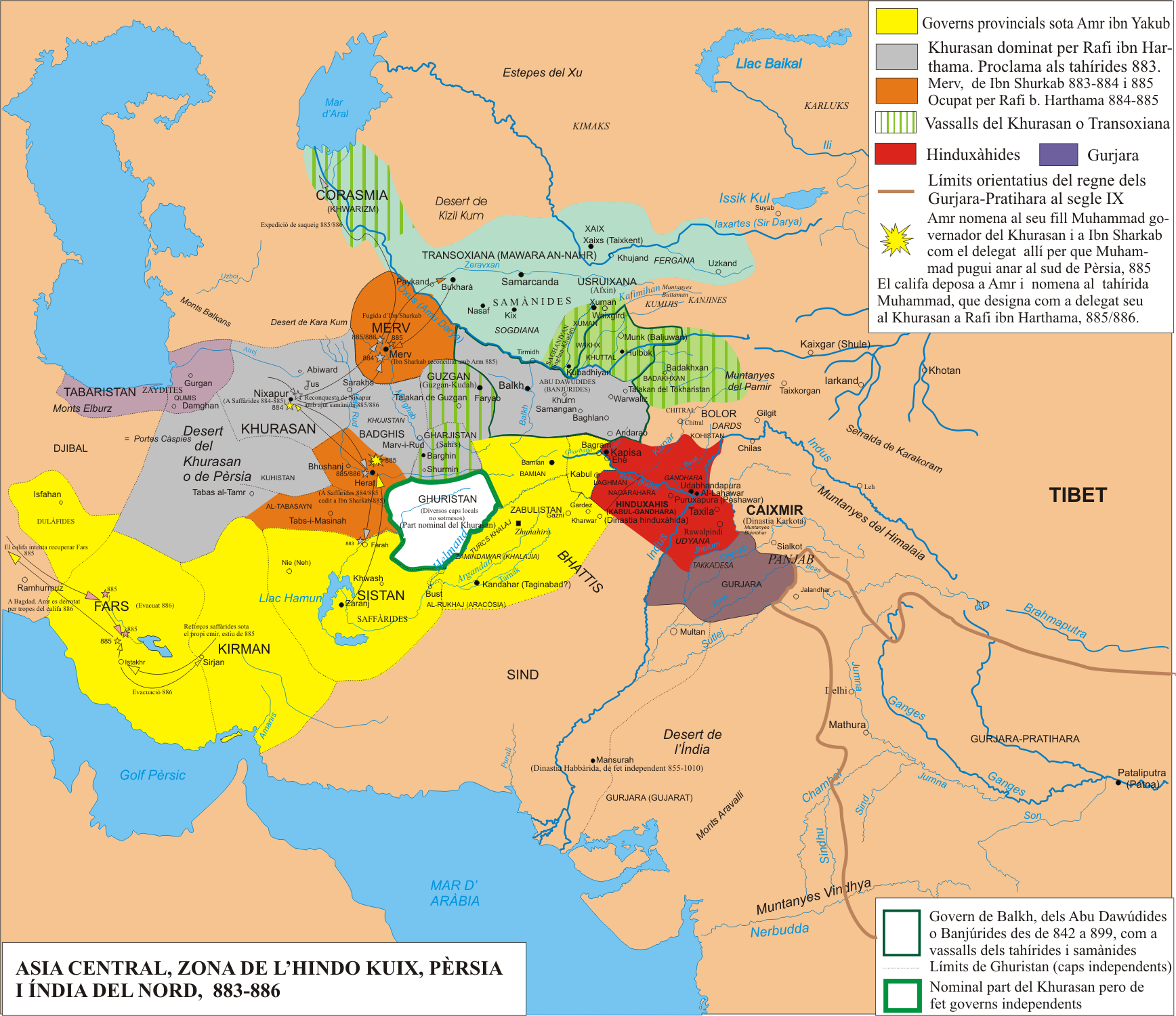
883-886
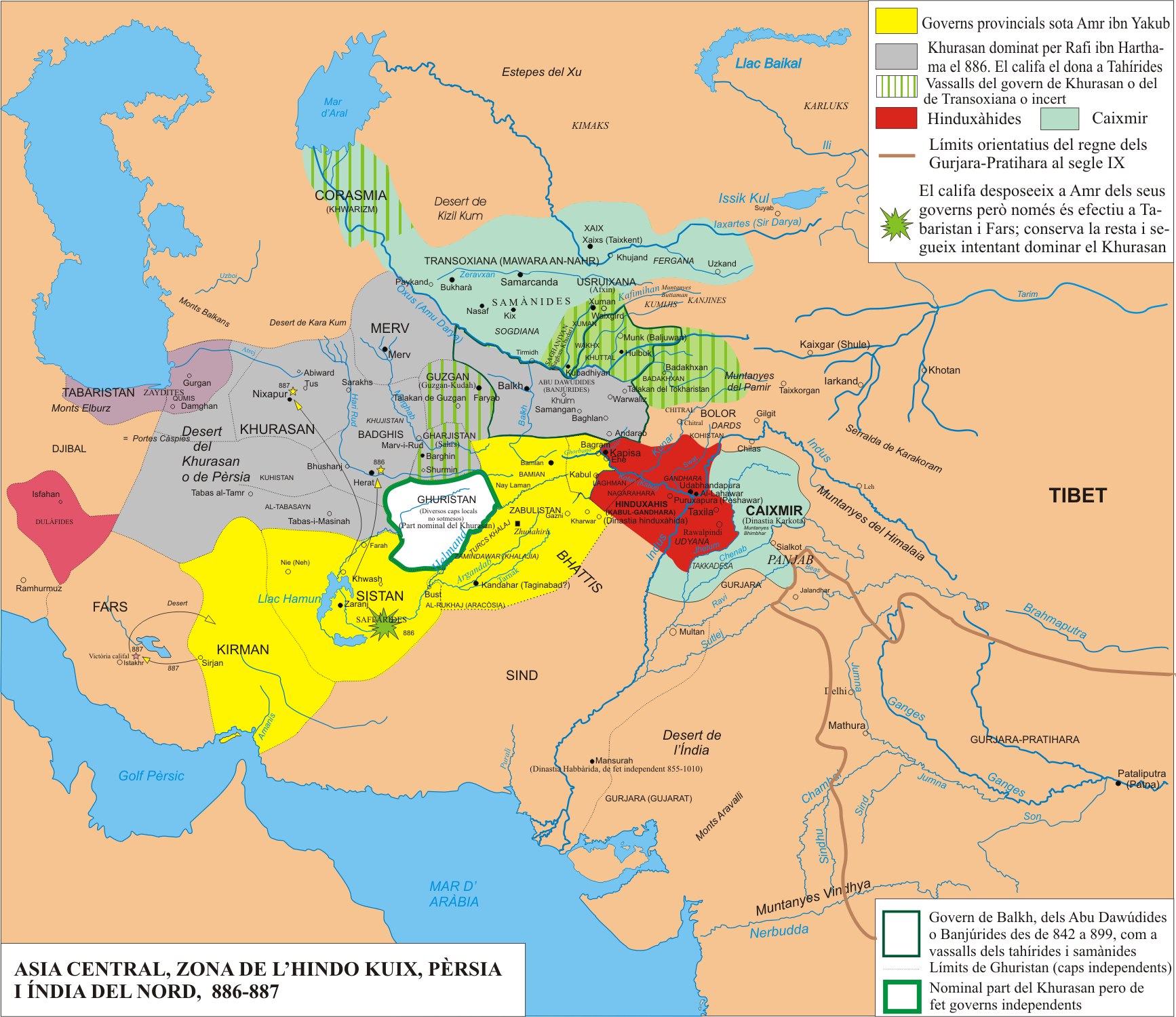
886-887
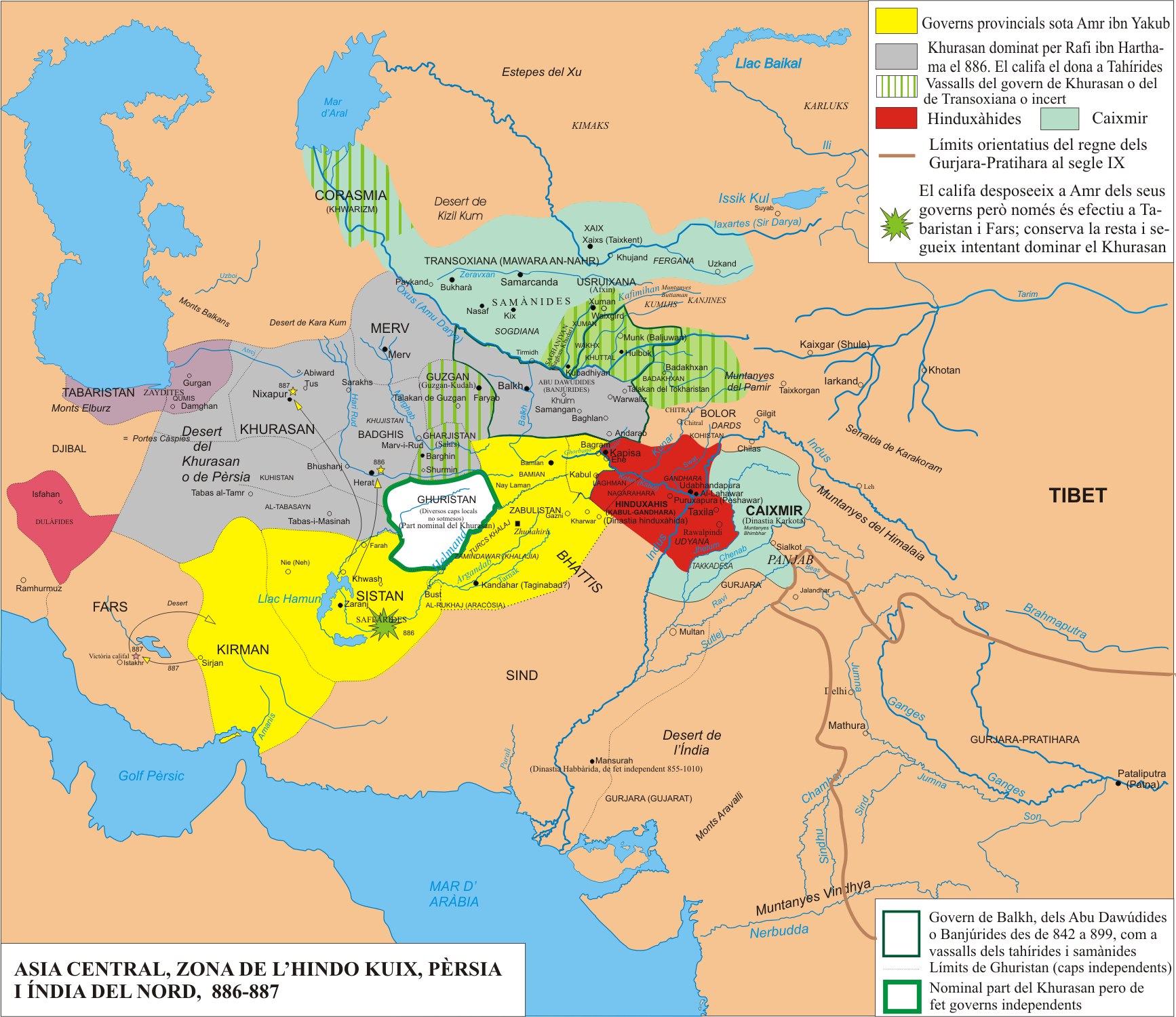
886-887
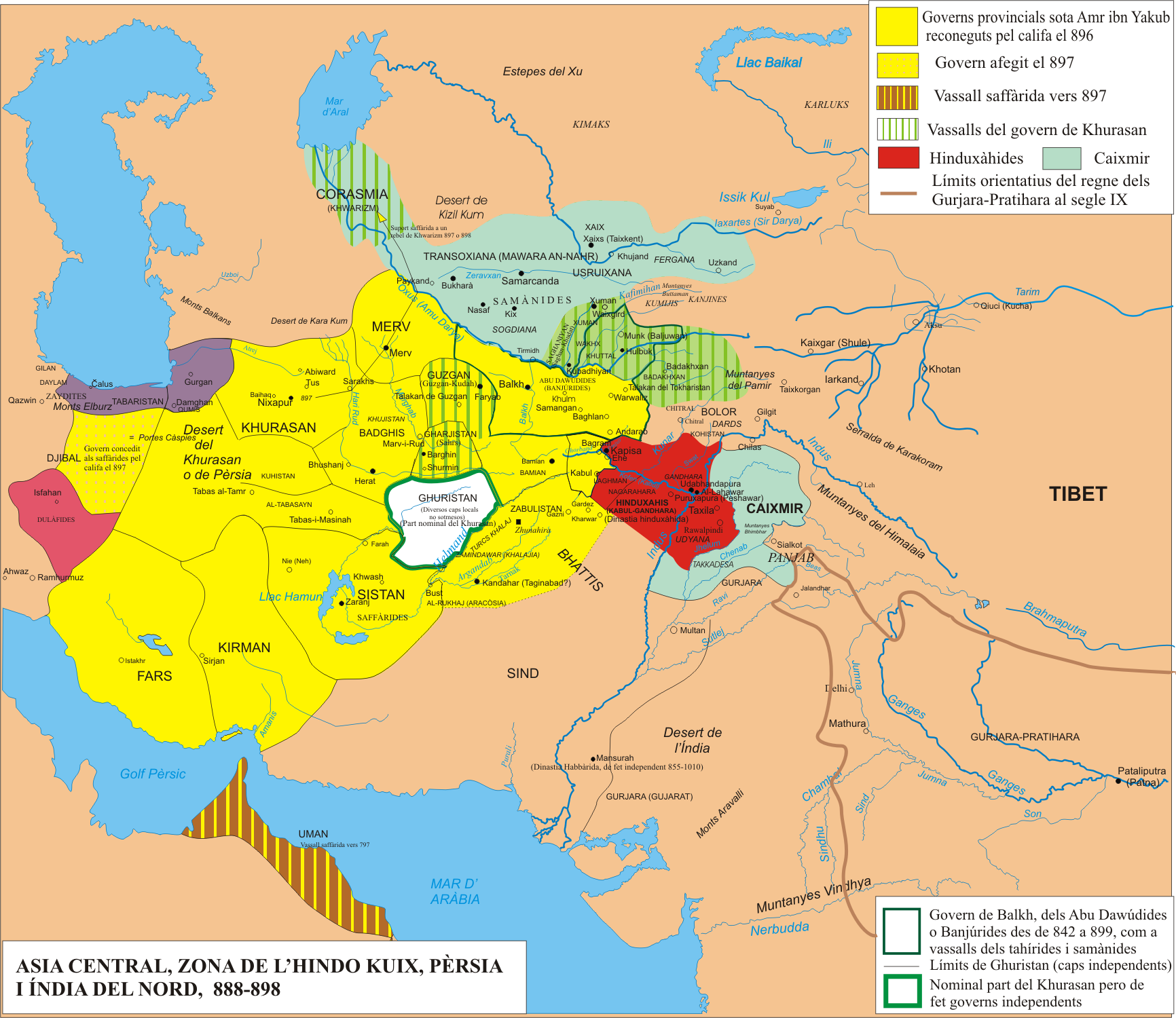
896-898
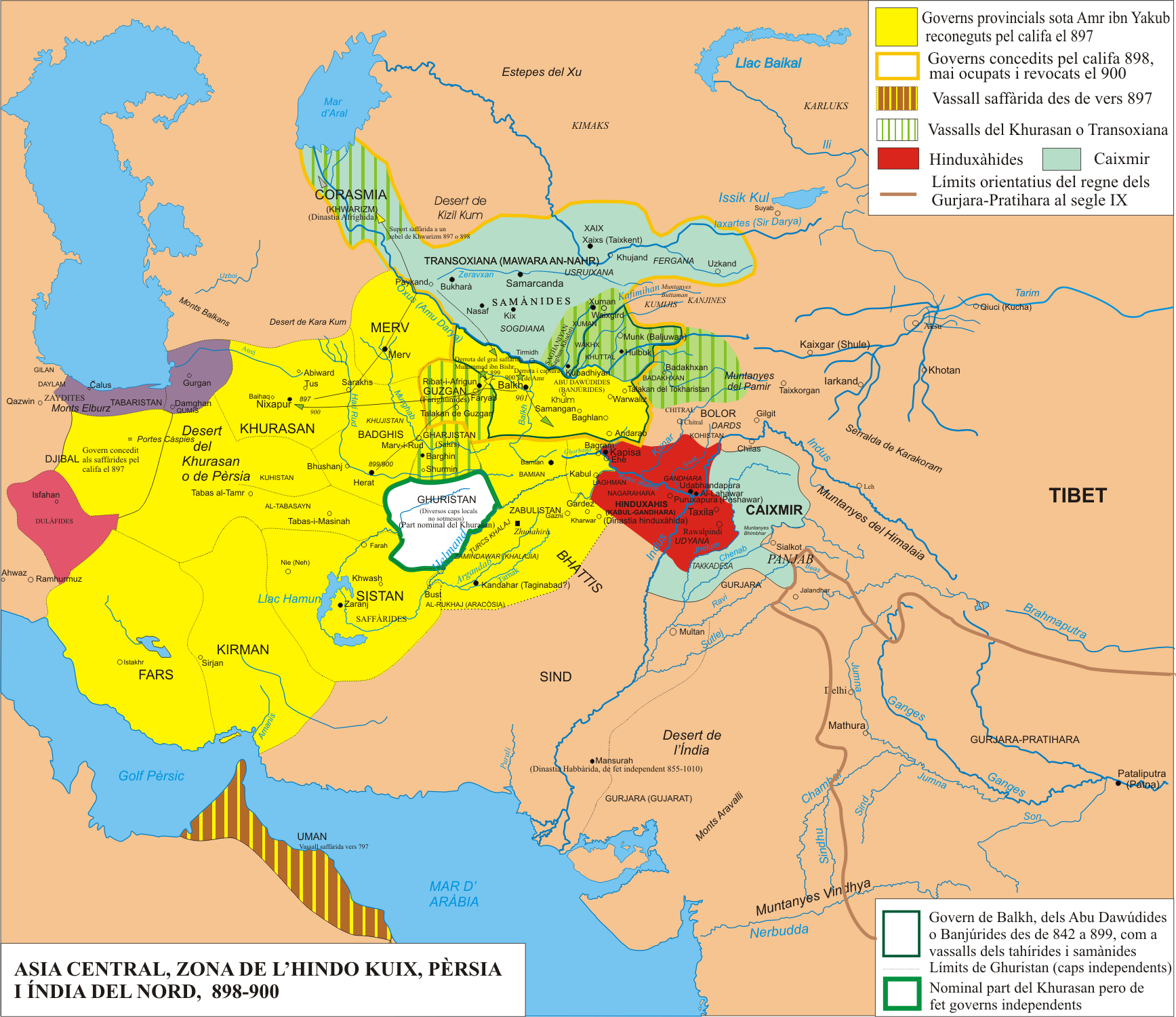
898-900
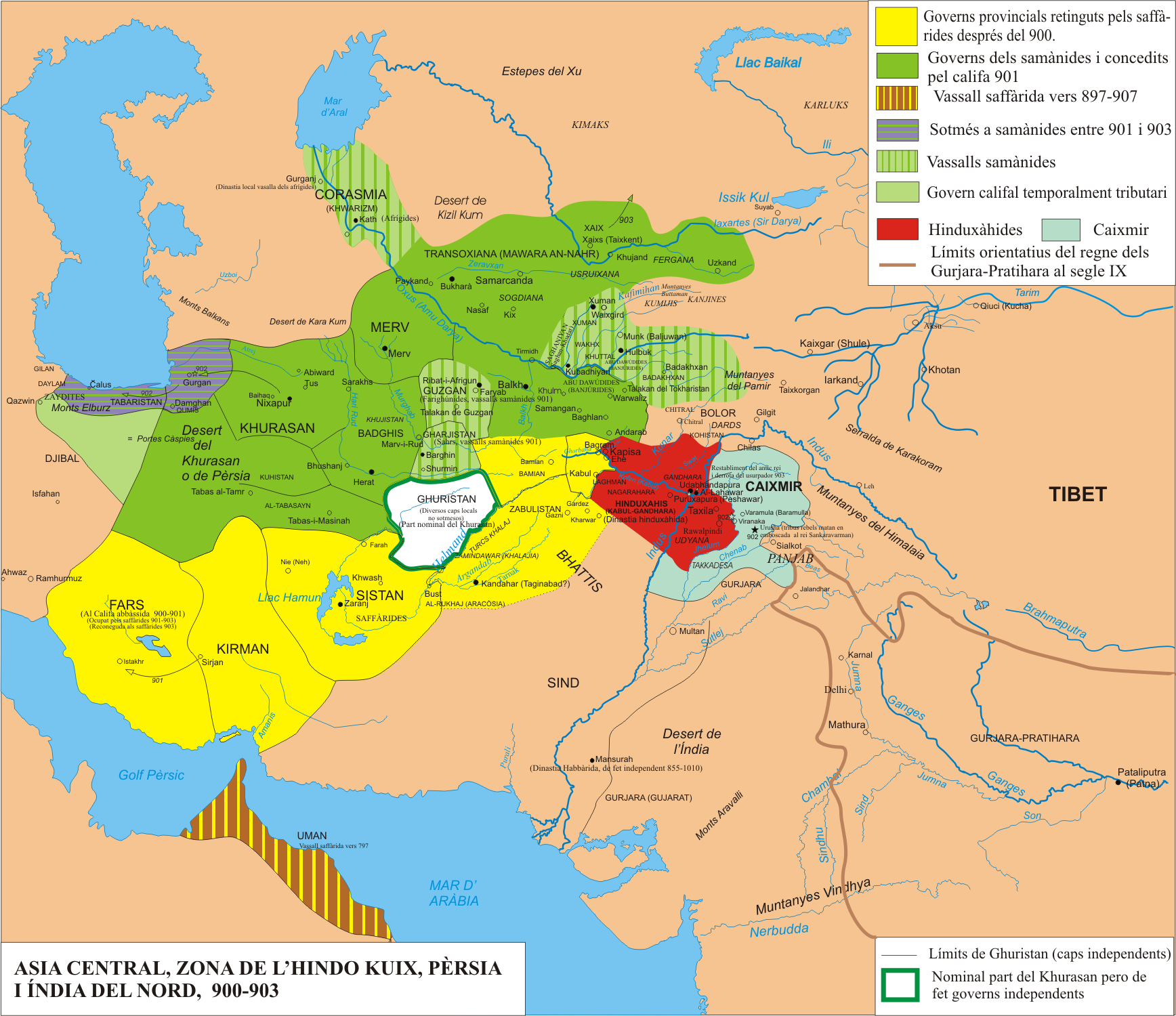
900-903
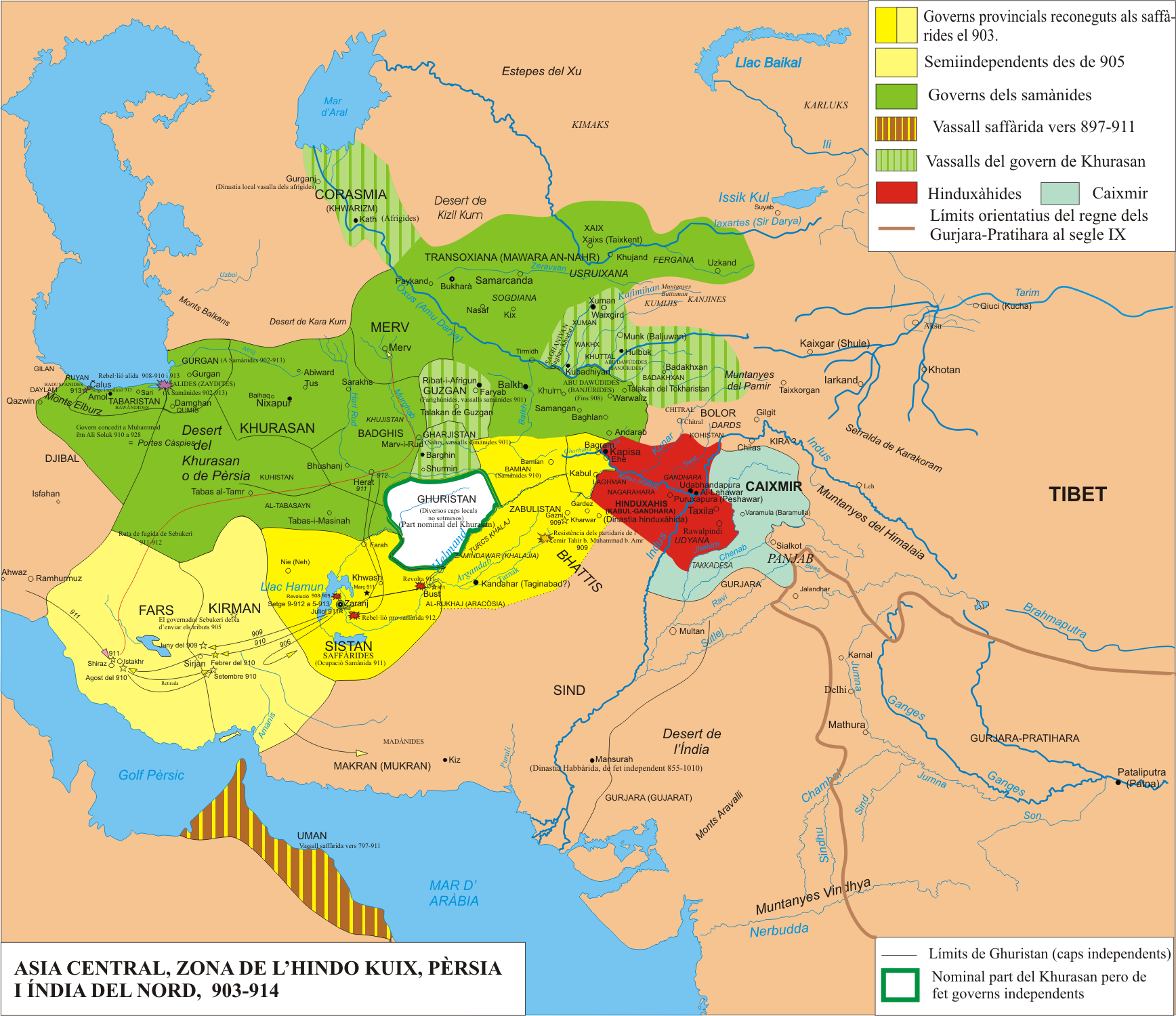
903-914
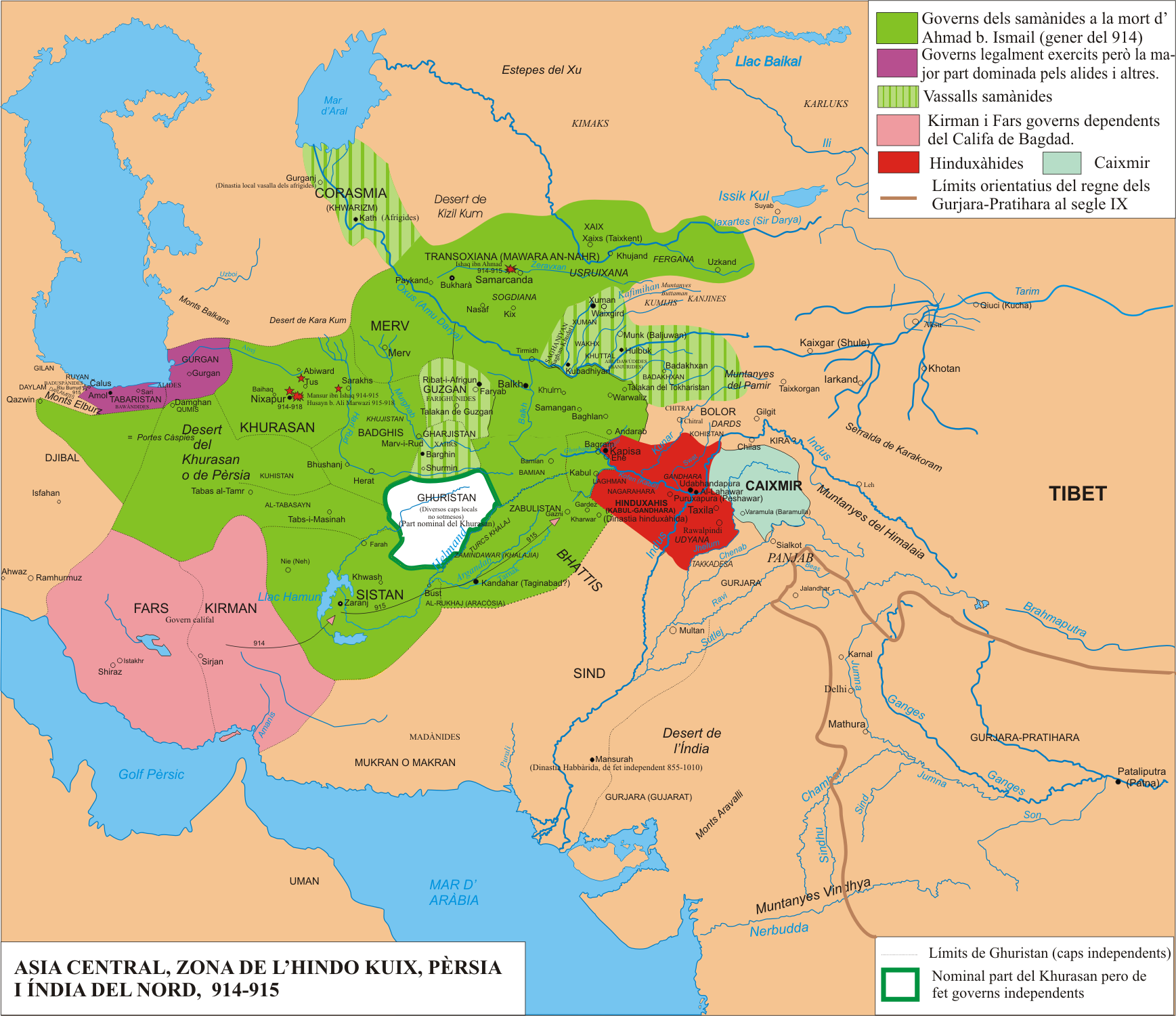
914-915
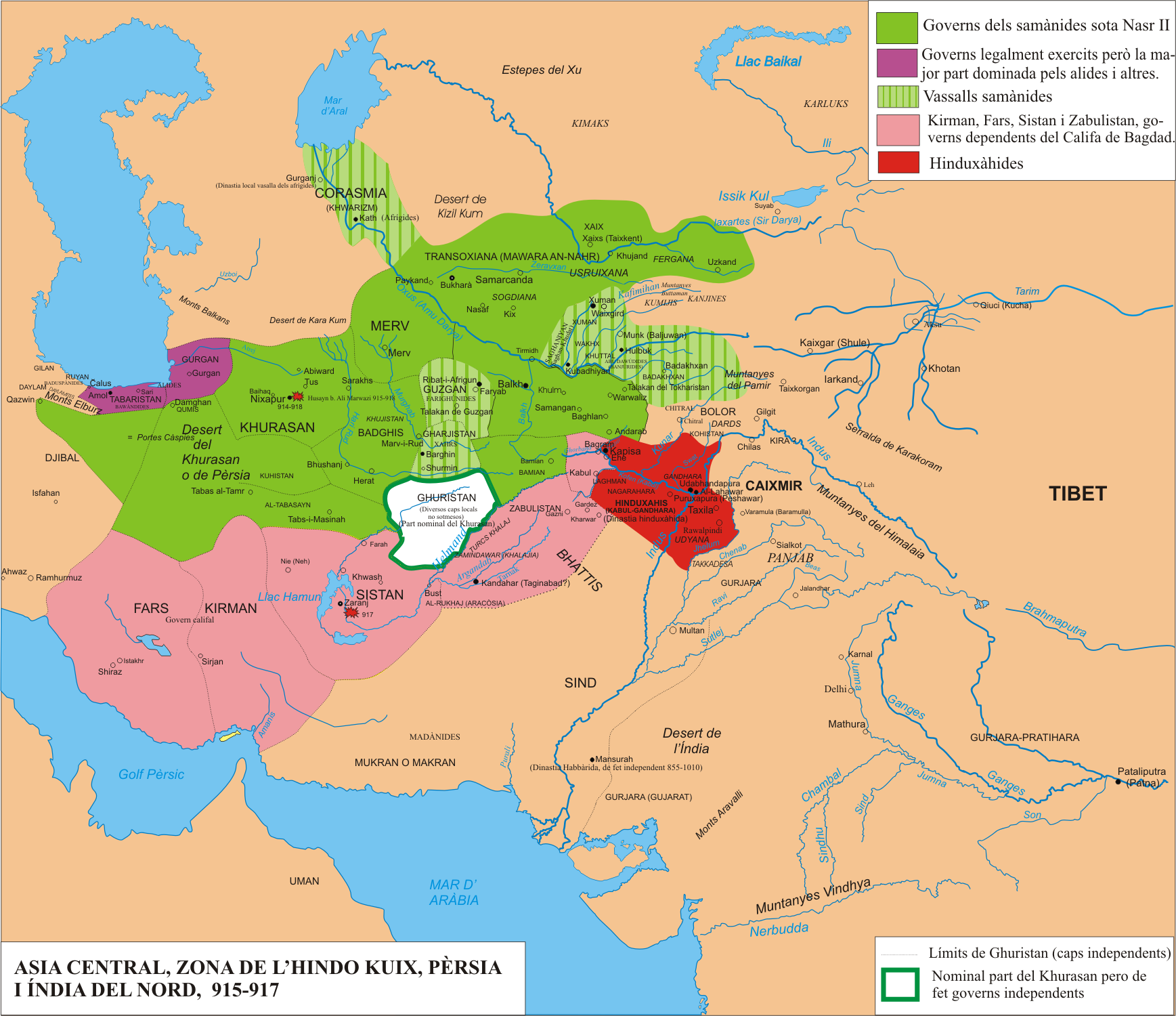
915-917
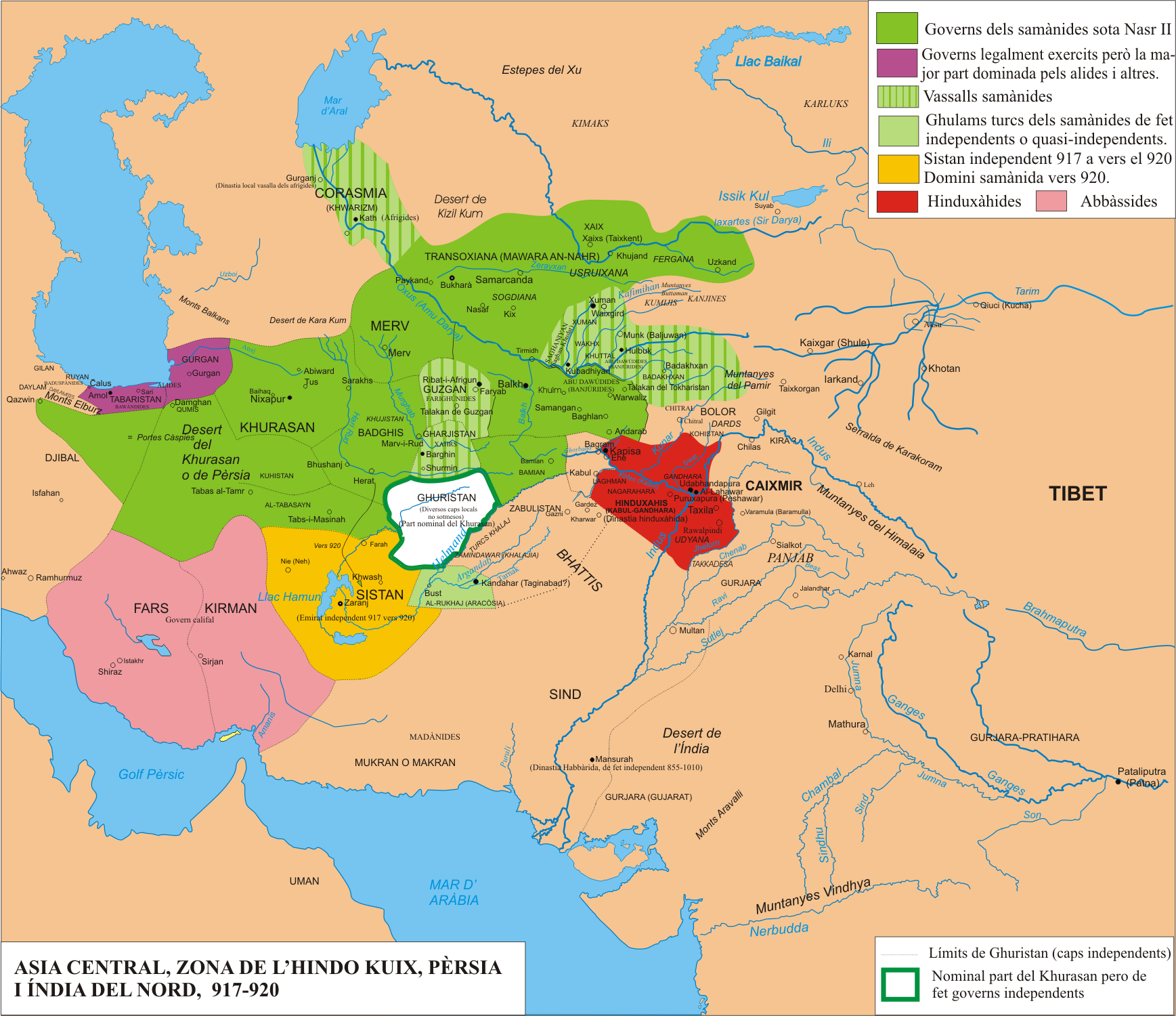
917-920
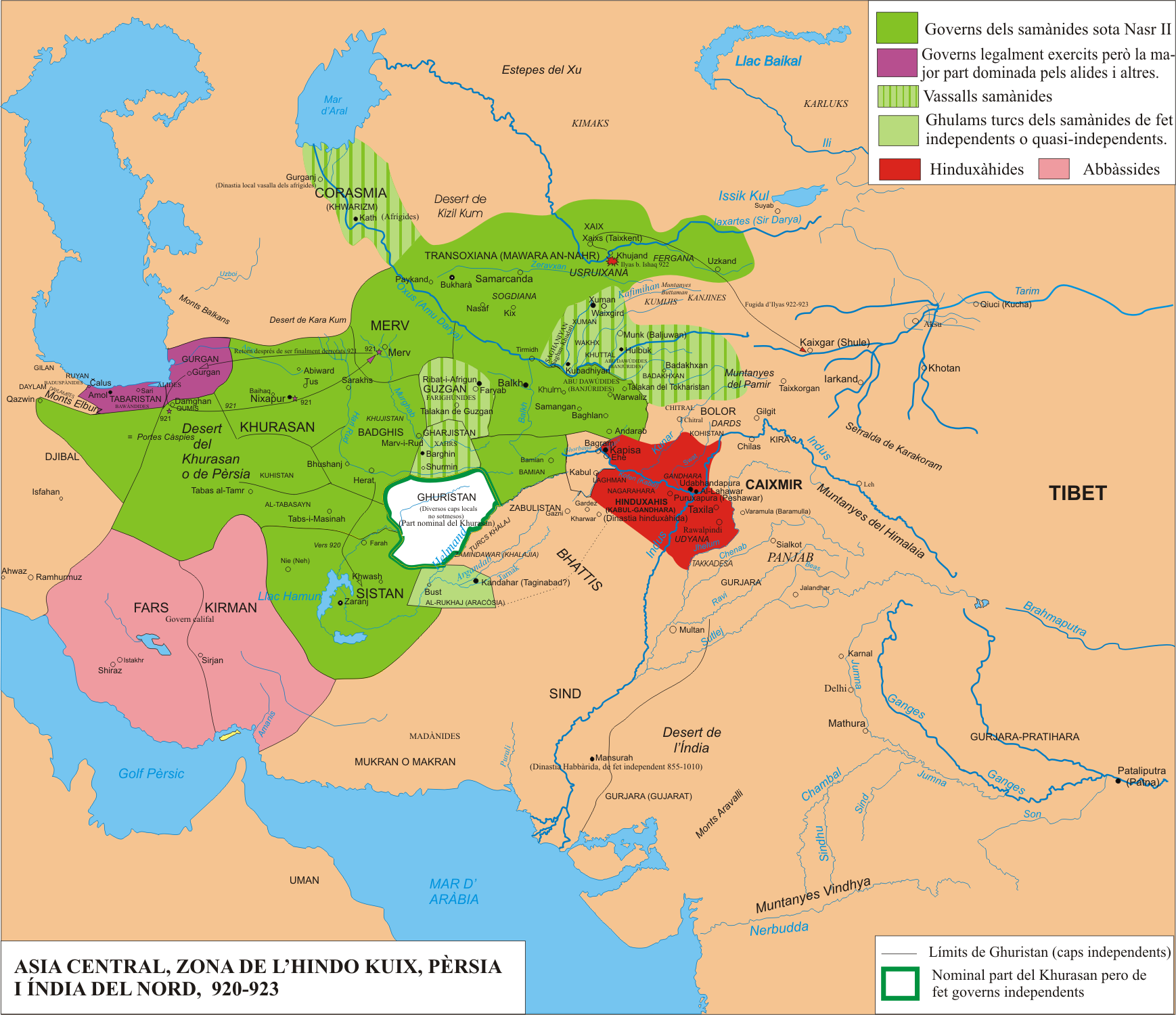
920-923
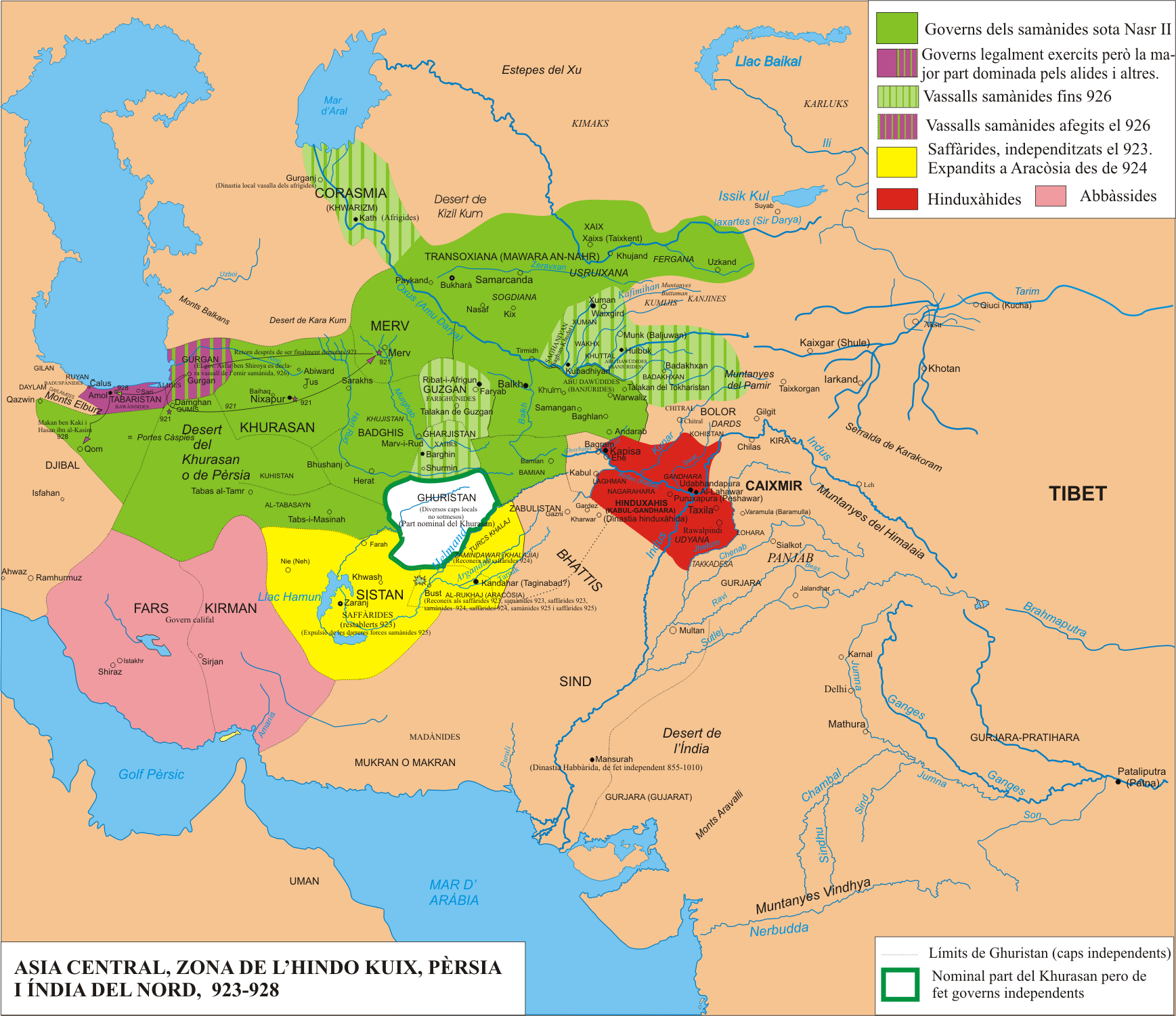
923-928
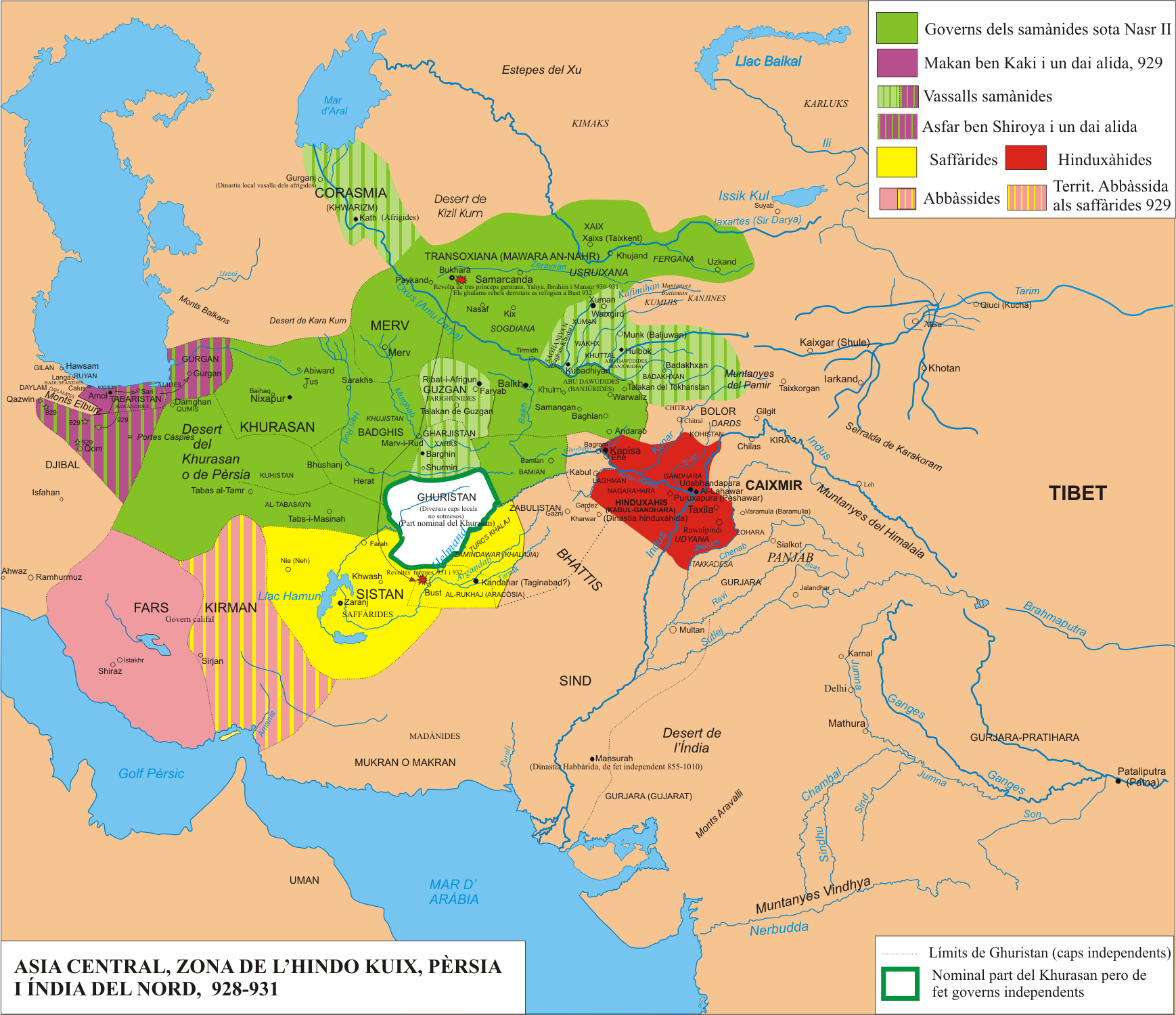
928-931
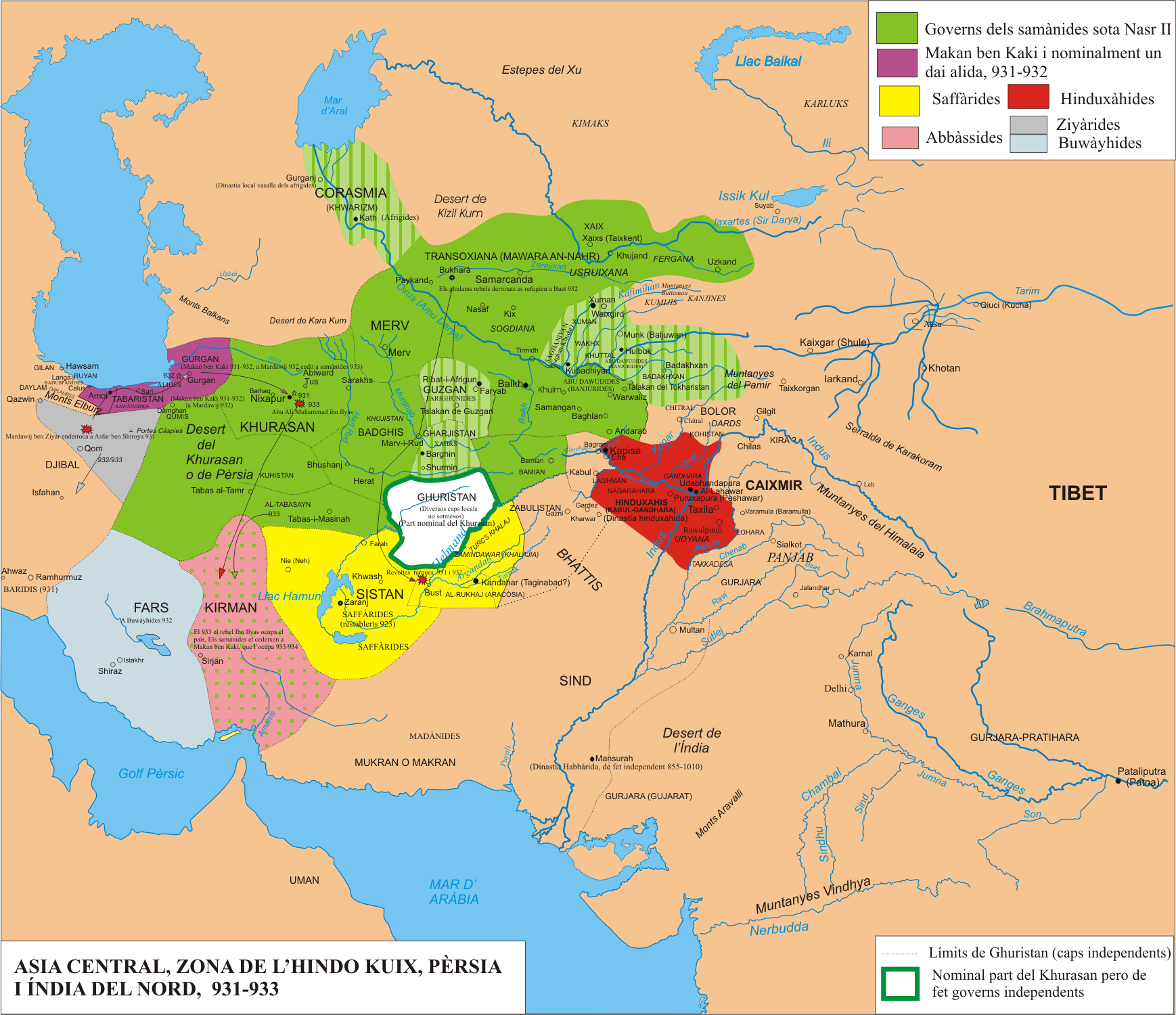
931-933
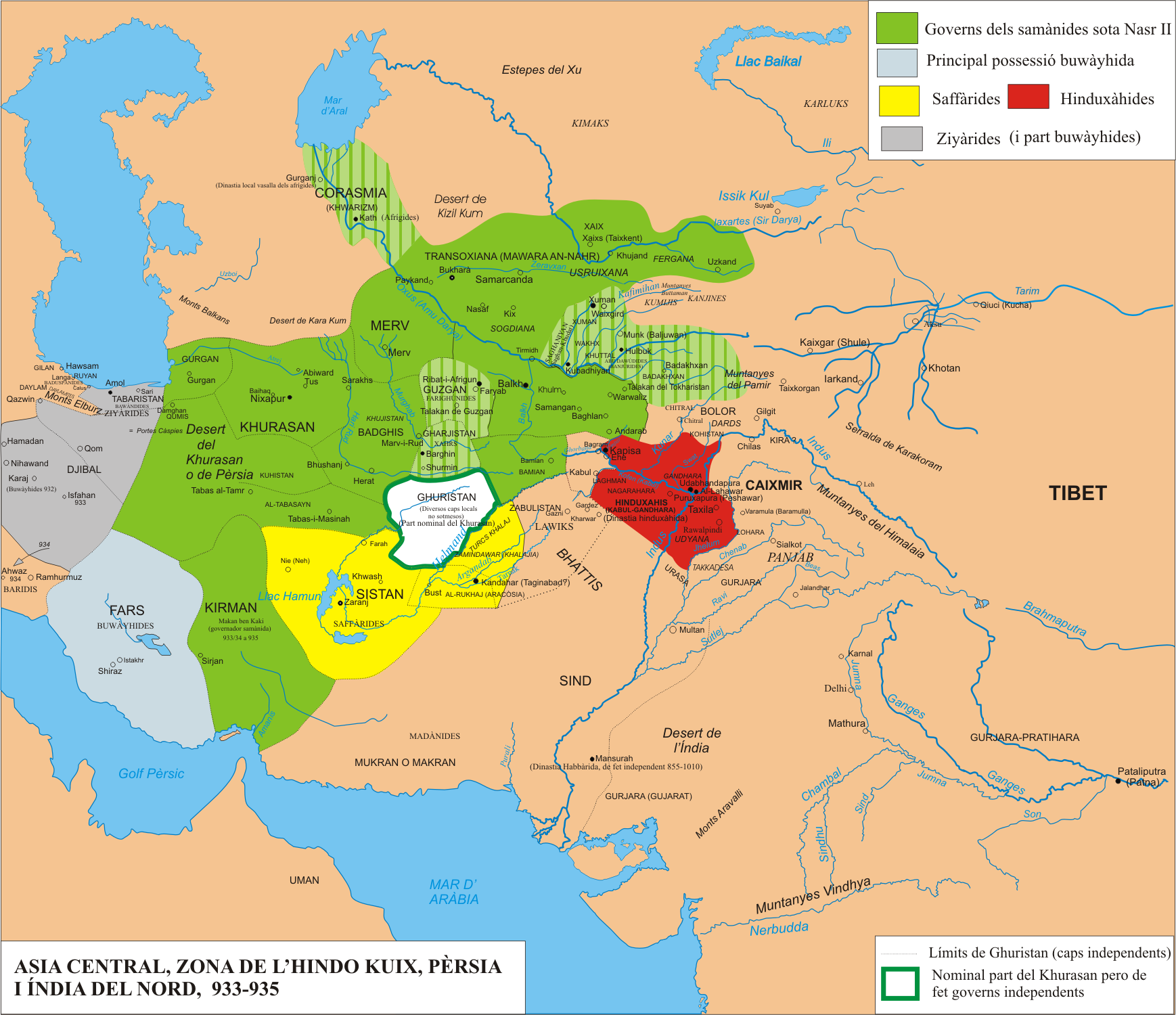
933-935
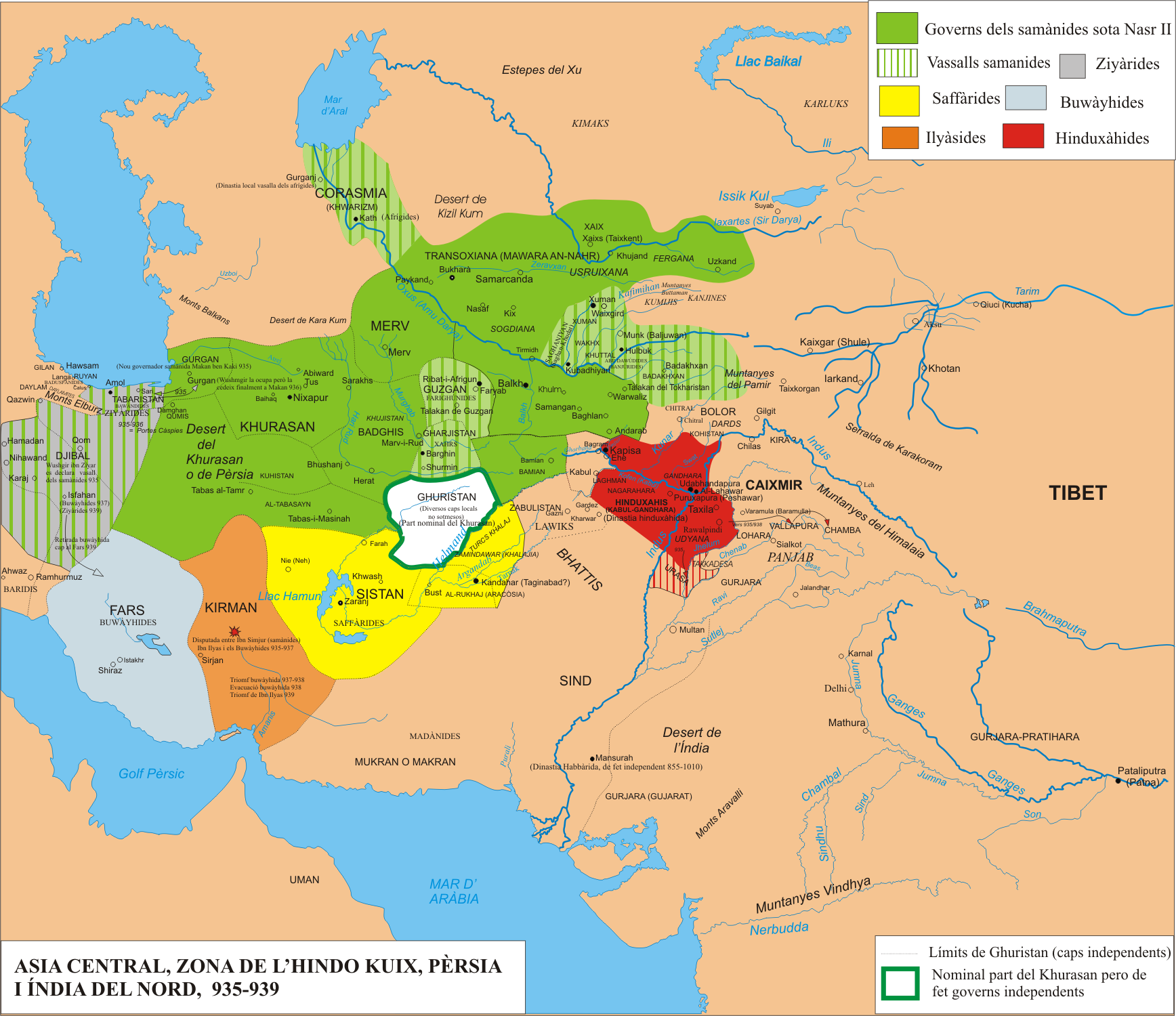
935-939
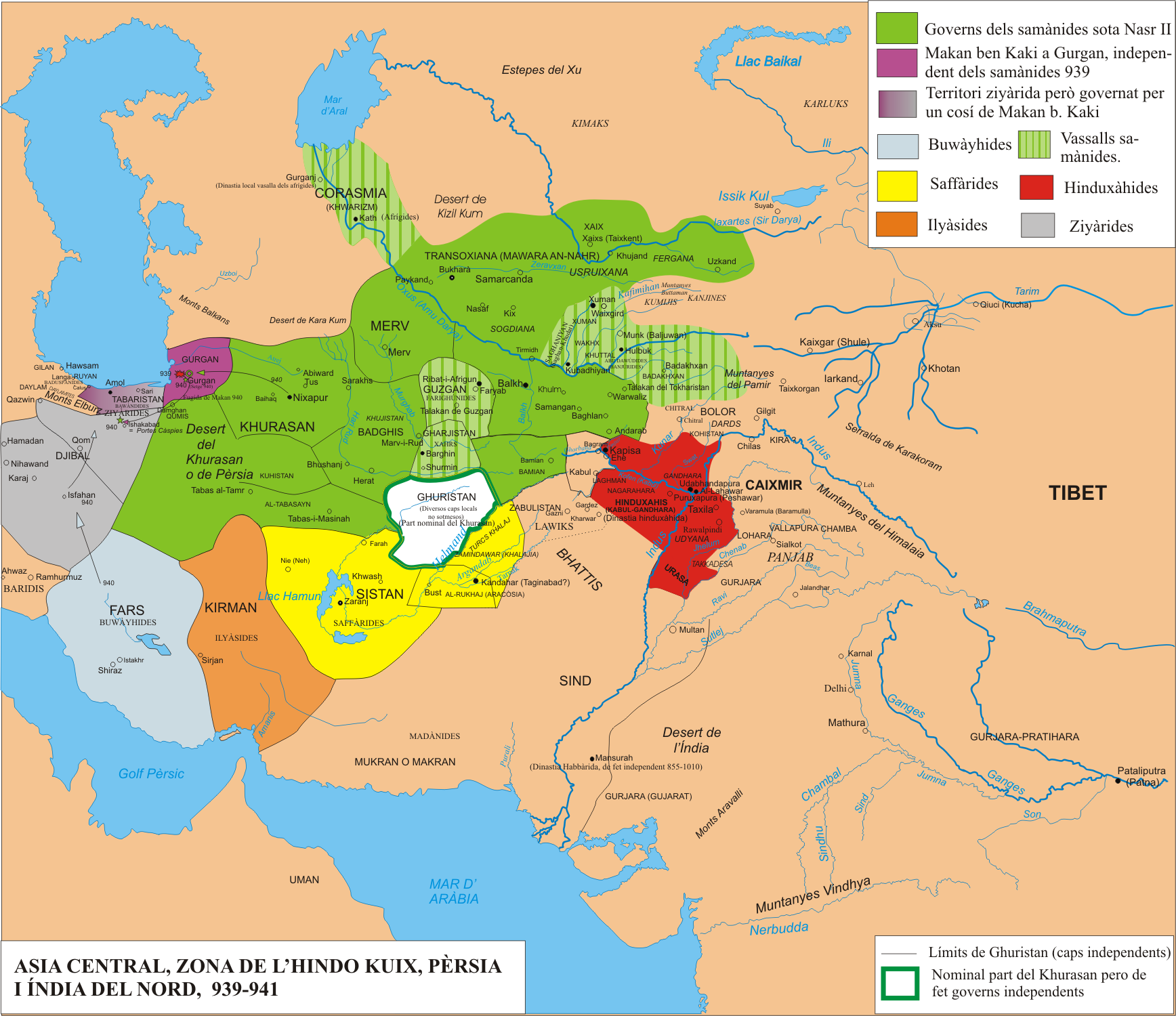
939-941
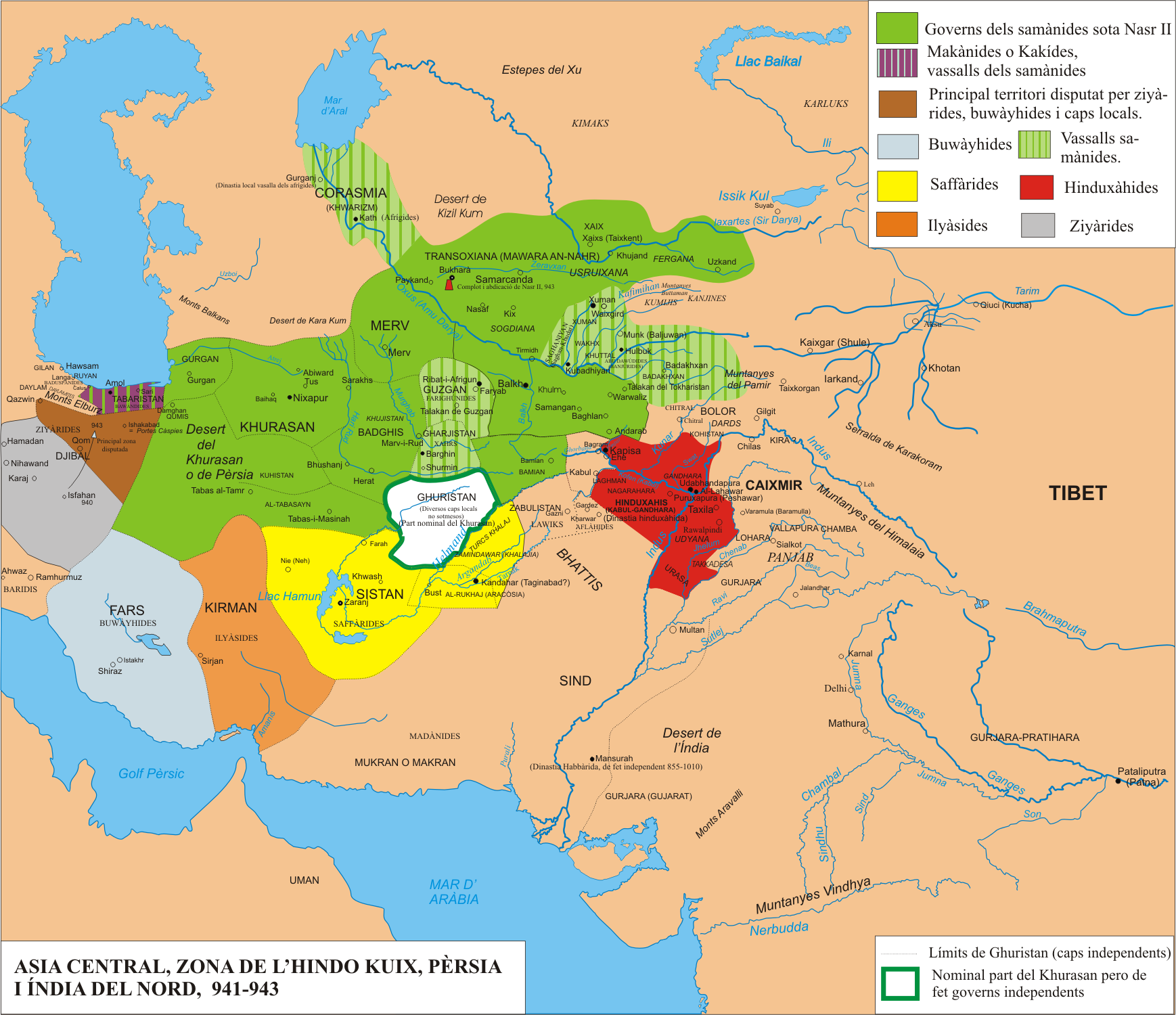
941-943
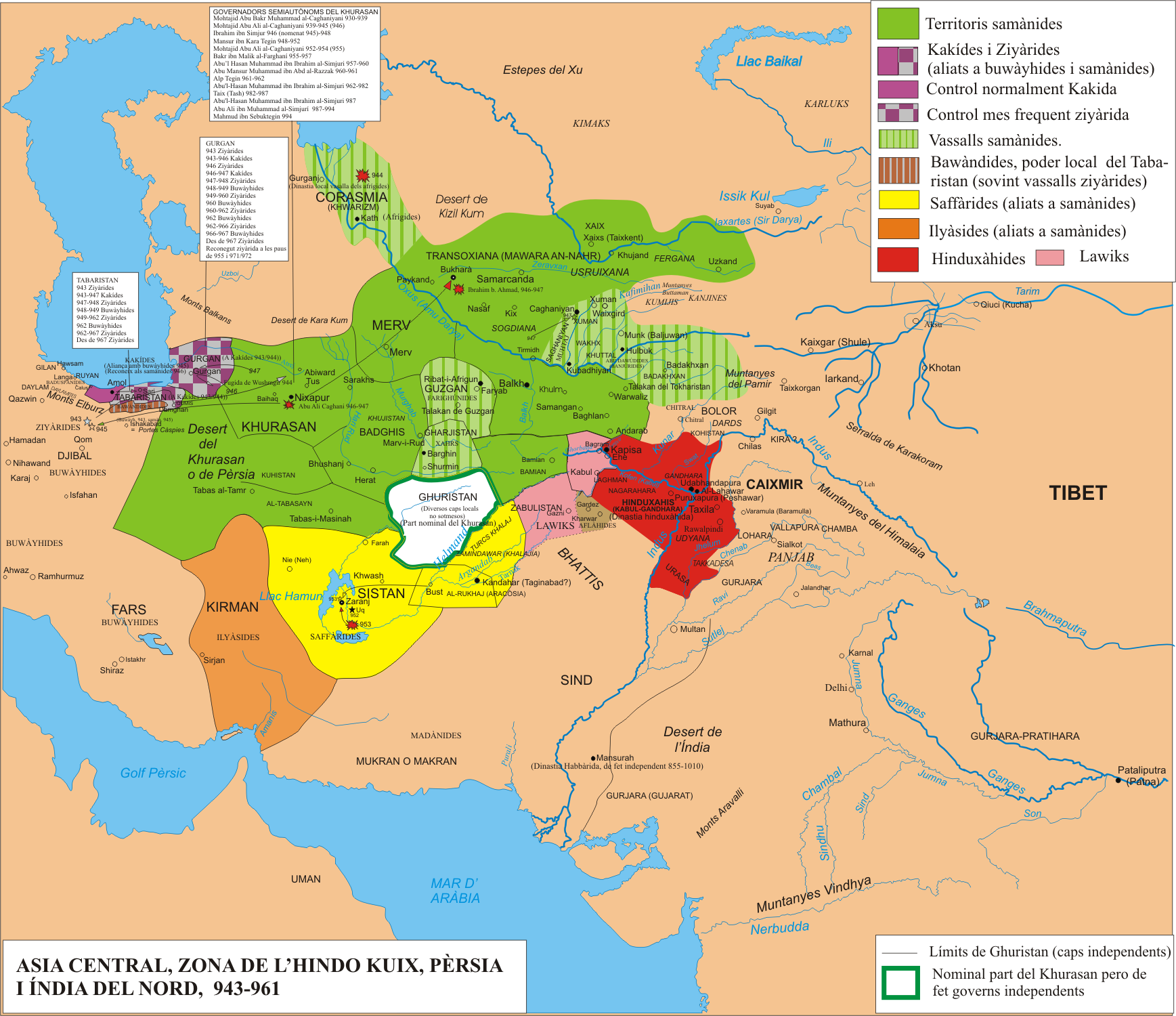
943-961
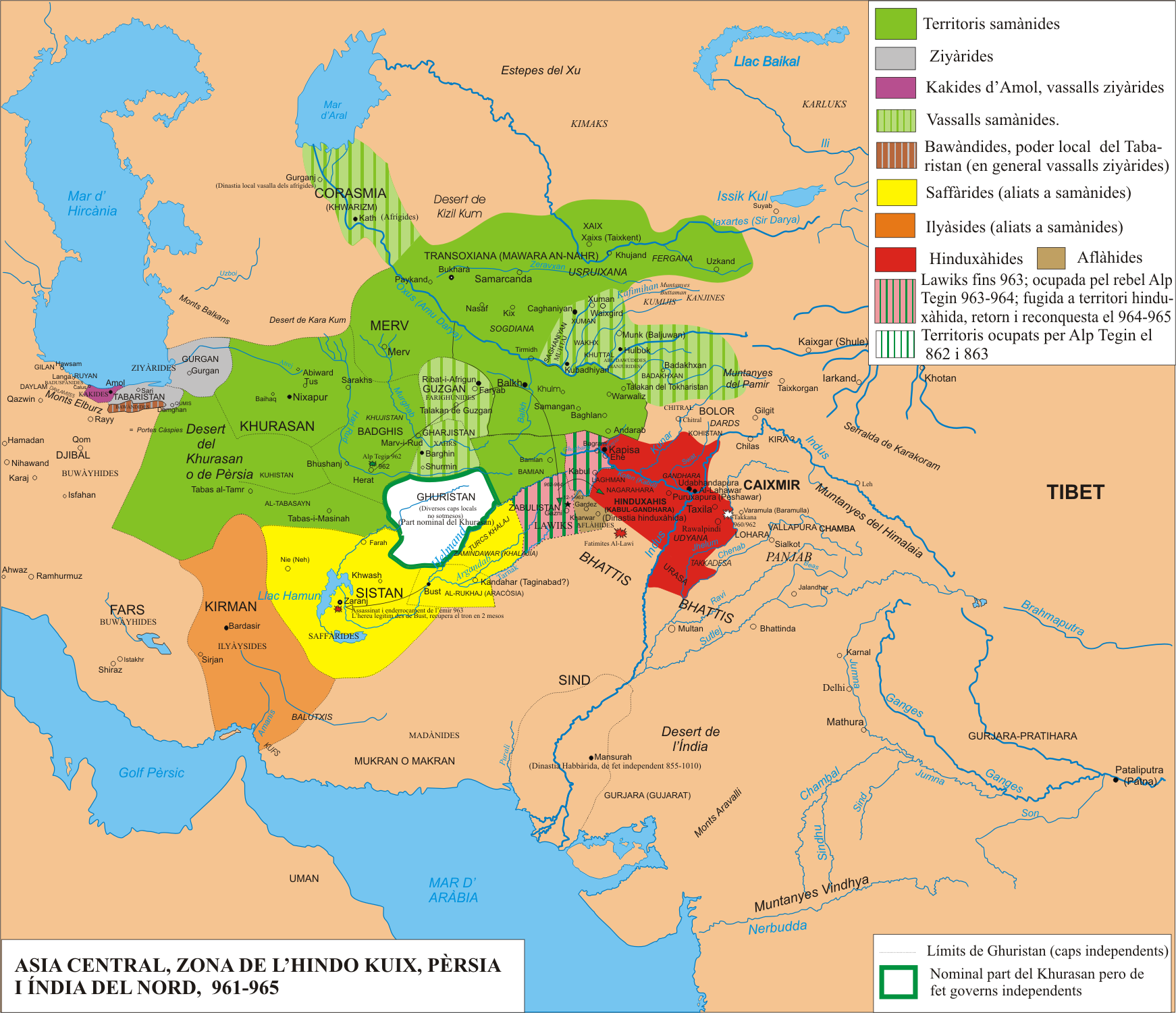
961-965
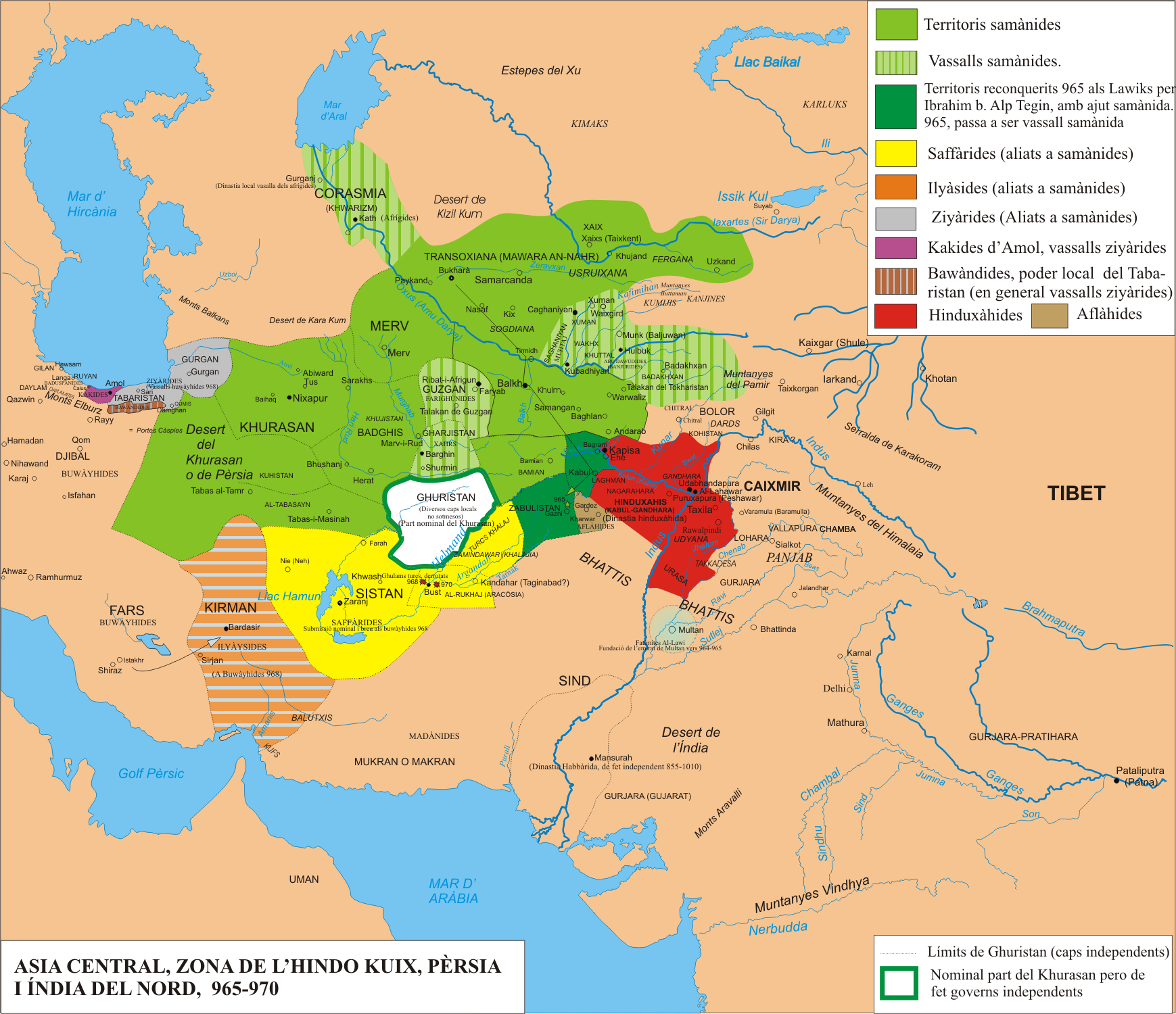
965-970
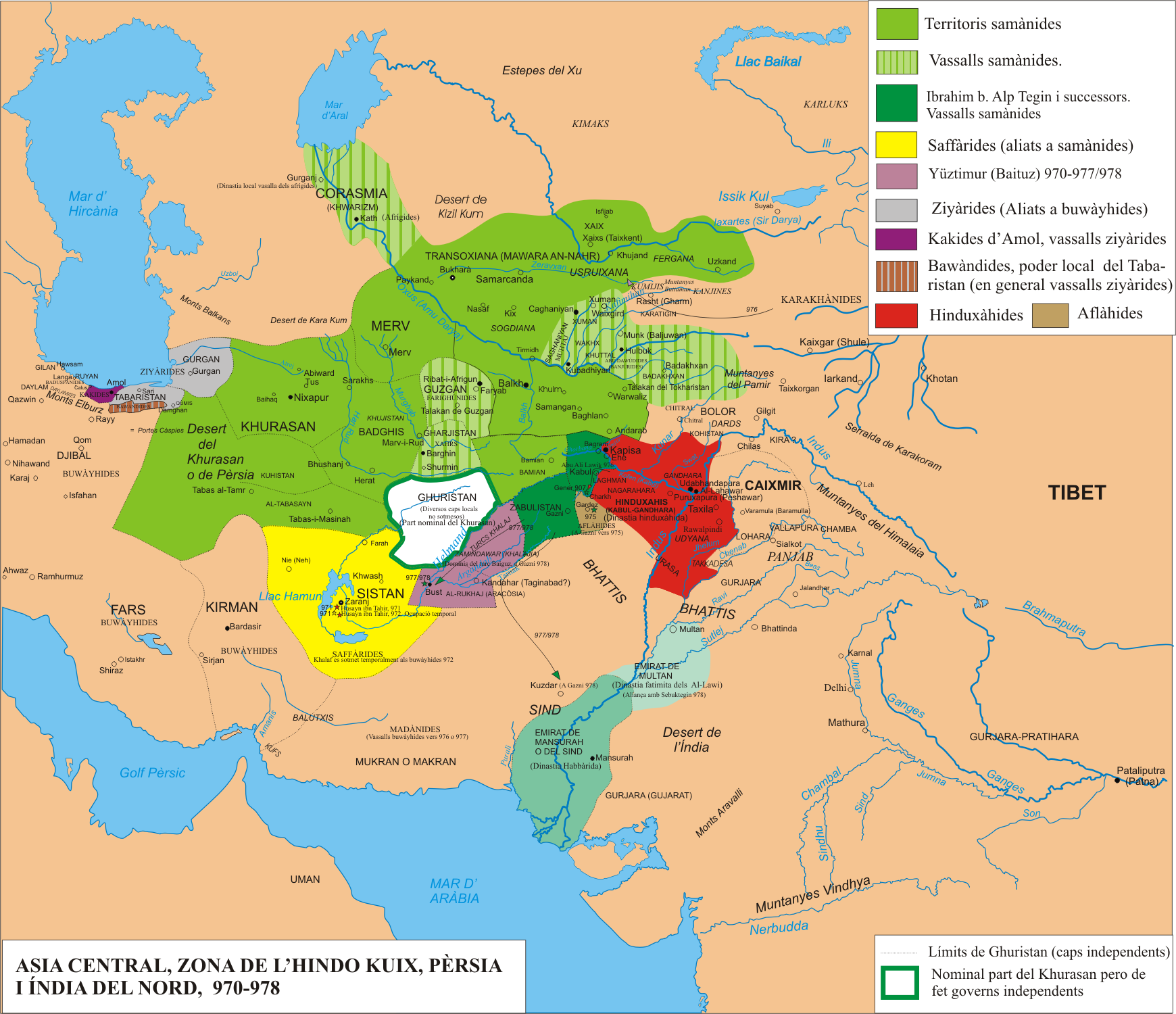
970-978
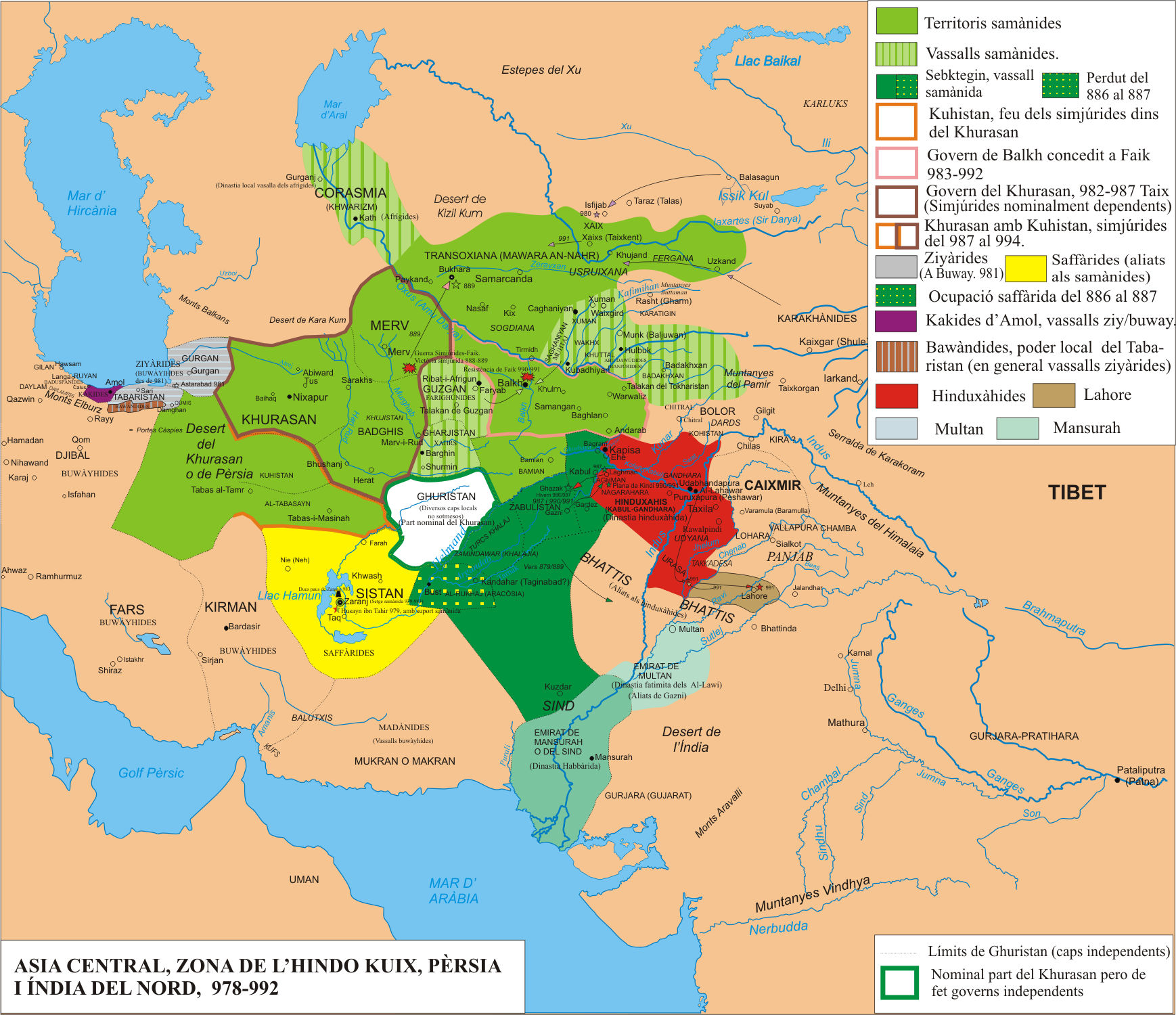
978-992
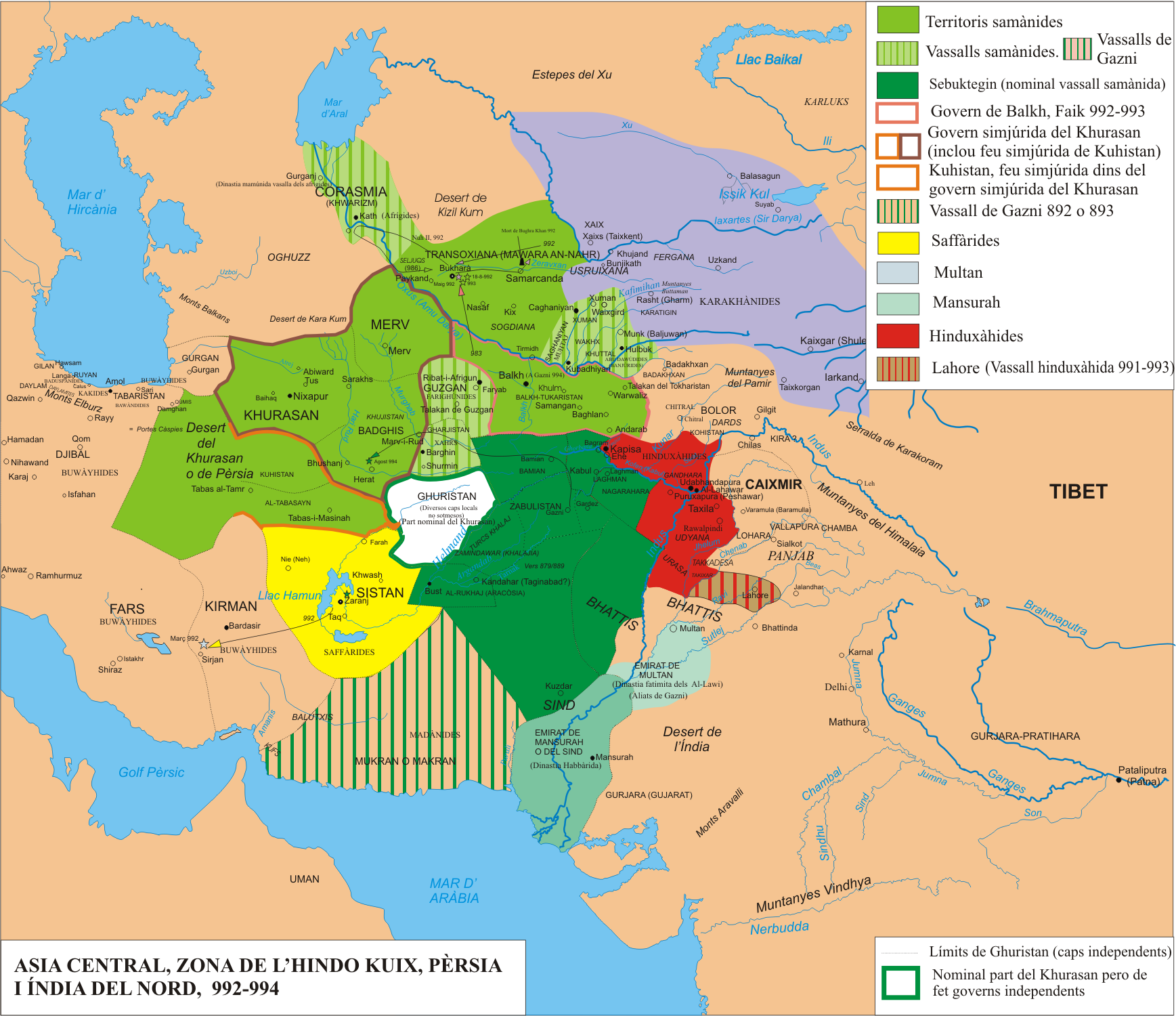
992-994
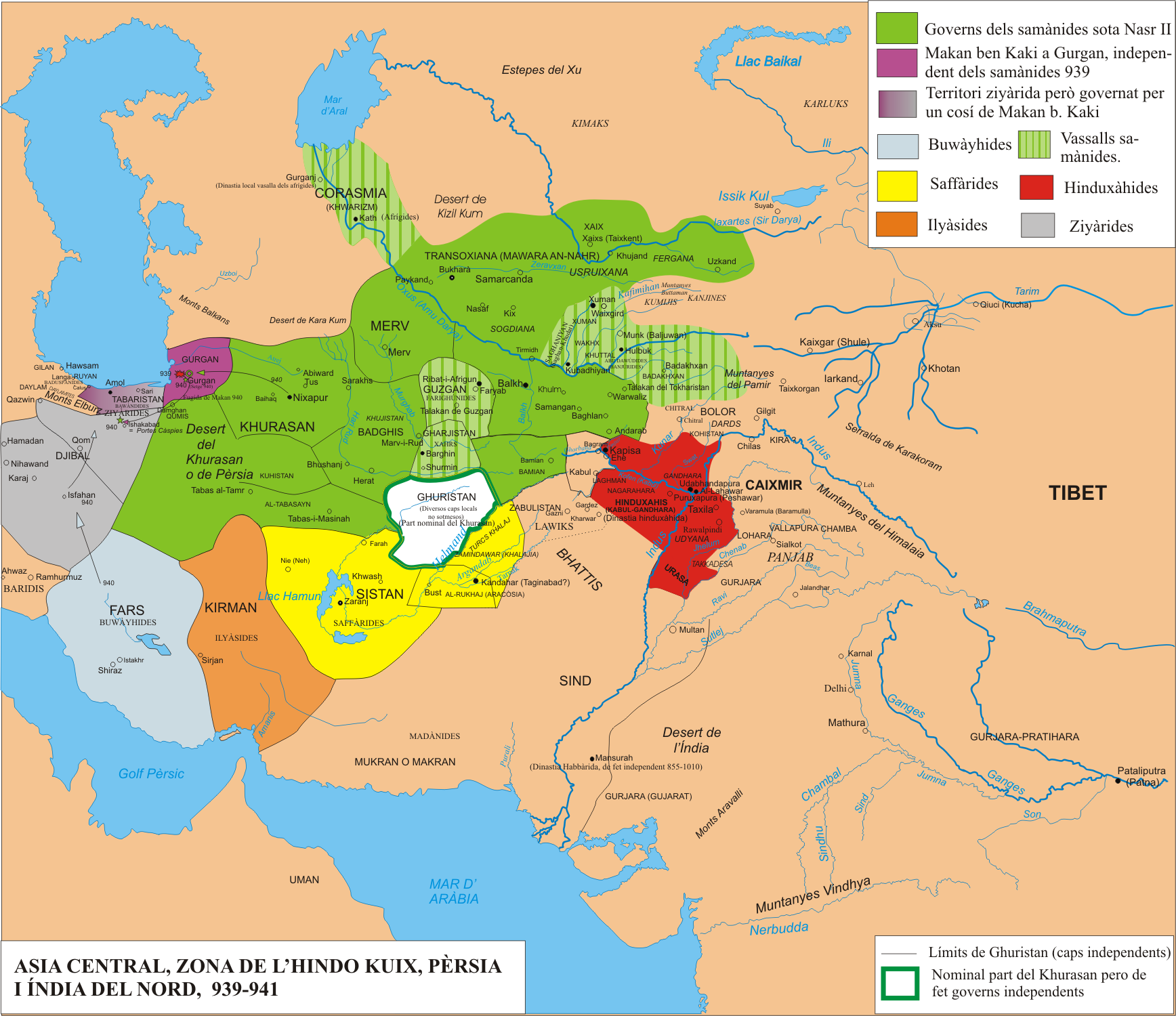
939-941
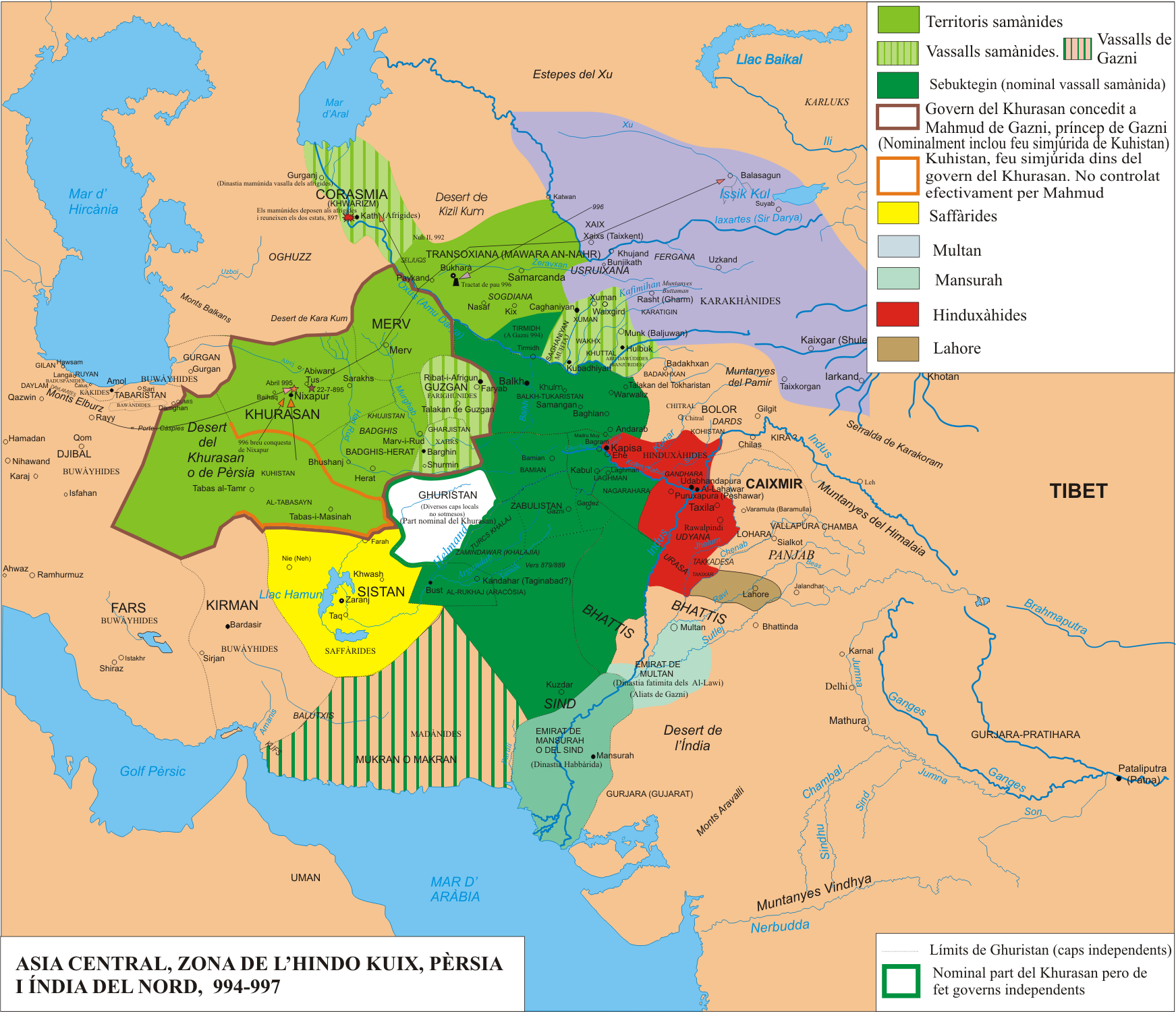
994-997
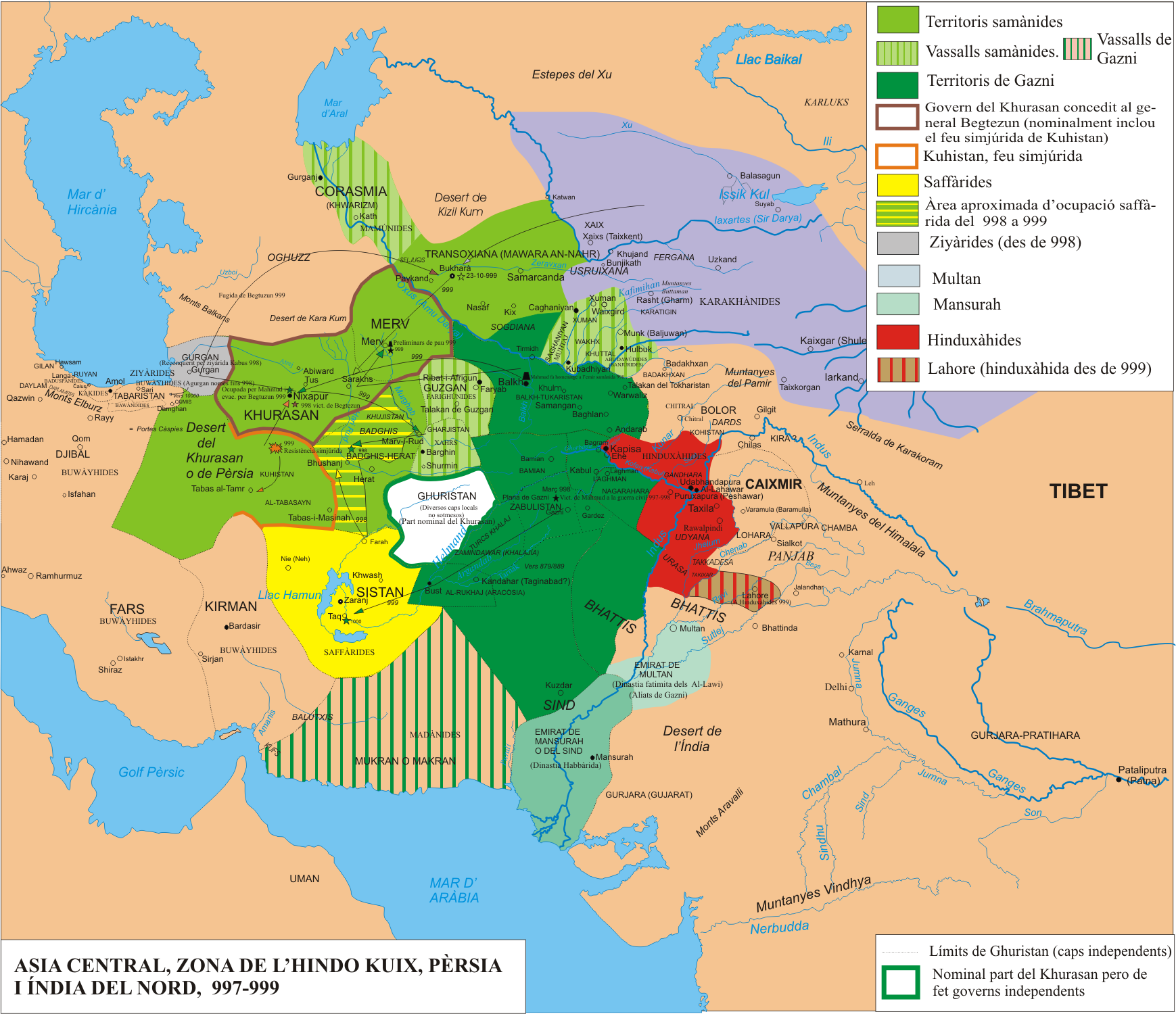
997-999
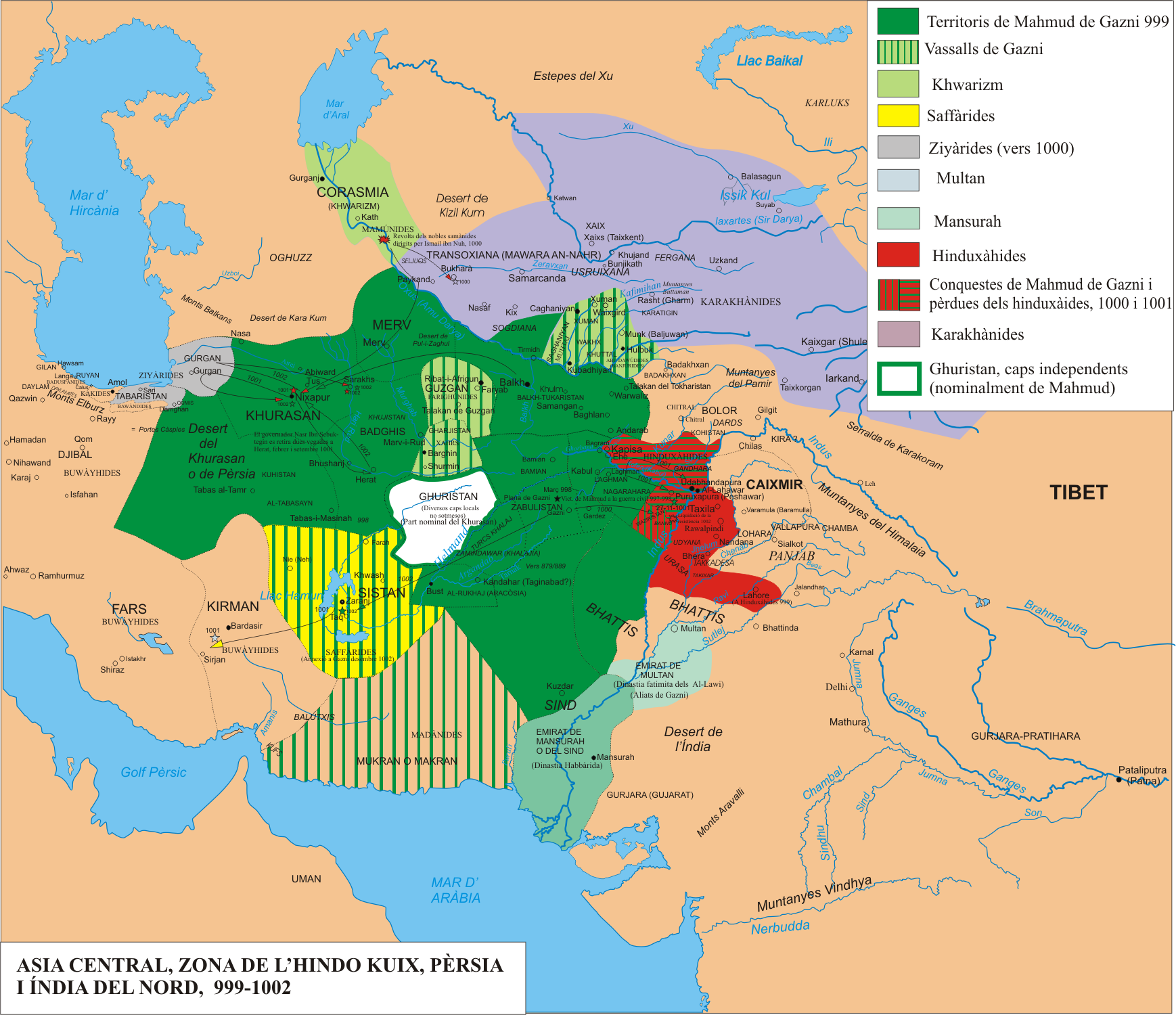
999-1002